# Échecs mongols
Les échecs mongols sont un des jeux traditionnels les plus populaires originaires de Mongolie, ainsi que l’un des plus anciens - quelques lettrés mongols arguent que les échecs ont en fait été créés dans ce pays.
Il en existe deux variantes, le Shatar (Mongol bitchig : ᠮᠣᠩᠭᠣᠯ
ᠰᠢᠲᠠᠷ᠎ᠠ, Mongol cyrillique : монгол шатар Monggol sitar-a, littéralement : « shatranj mongol ») et le Hiashatar.
Les pièces des échecs Mongols dépeignent des nobles, des chevaux, des chameaux, des chars à bœufs, ainsi que d’autres éléments caractéristiques de la vie mongole. Les échecs mongols ressemblent plus à la version occidentale qu’aux échecs chinois. Il y a cependant des différences notables dans les règles. 

## Les pièces
Le roi (noyon, ноён / ᠨᠣᠶᠠᠨ, seigneur) : se déplace d'une case dans toutes les directions. Le roque n'existe pas.
|   | a | b | c | d | e | f | g | h |   |
| 8 | cercle noir sur case noire c7 · cercle noir sur case blanche d7 · cercle noir sur case noire e7 · cercle noir sur case blanche c6 · Roi blanc sur case noire d6 · cercle noir sur case blanche e6 · cercle noir sur case noire c5 · cercle noir sur case blanche d5 · cercle noir sur case noire e5 | cercle noir sur case noire c7 · cercle noir sur case blanche d7 · cercle noir sur case noire e7 · cercle noir sur case blanche c6 · Roi blanc sur case noire d6 · cercle noir sur case blanche e6 · cercle noir sur case noire c5 · cercle noir sur case blanche d5 · cercle noir sur case noire e5 | cercle noir sur case noire c7 · cercle noir sur case blanche d7 · cercle noir sur case noire e7 · cercle noir sur case blanche c6 · Roi blanc sur case noire d6 · cercle noir sur case blanche e6 · cercle noir sur case noire c5 · cercle noir sur case blanche d5 · cercle noir sur case noire e5 | cercle noir sur case noire c7 · cercle noir sur case blanche d7 · cercle noir sur case noire e7 · cercle noir sur case blanche c6 · Roi blanc sur case noire d6 · cercle noir sur case blanche e6 · cercle noir sur case noire c5 · cercle noir sur case blanche d5 · cercle noir sur case noire e5 | cercle noir sur case noire c7 · cercle noir sur case blanche d7 · cercle noir sur case noire e7 · cercle noir sur case blanche c6 · Roi blanc sur case noire d6 · cercle noir sur case blanche e6 · cercle noir sur case noire c5 · cercle noir sur case blanche d5 · cercle noir sur case noire e5 | cercle noir sur case noire c7 · cercle noir sur case blanche d7 · cercle noir sur case noire e7 · cercle noir sur case blanche c6 · Roi blanc sur case noire d6 · cercle noir sur case blanche e6 · cercle noir sur case noire c5 · cercle noir sur case blanche d5 · cercle noir sur case noire e5 | cercle noir sur case noire c7 · cercle noir sur case blanche d7 · cercle noir sur case noire e7 · cercle noir sur case blanche c6 · Roi blanc sur case noire d6 · cercle noir sur case blanche e6 · cercle noir sur case noire c5 · cercle noir sur case blanche d5 · cercle noir sur case noire e5 | cercle noir sur case noire c7 · cercle noir sur case blanche d7 · cercle noir sur case noire e7 · cercle noir sur case blanche c6 · Roi blanc sur case noire d6 · cercle noir sur case blanche e6 · cercle noir sur case noire c5 · cercle noir sur case blanche d5 · cercle noir sur case noire e5 | 8 |
| 7 | cercle noir sur case noire c7 · cercle noir sur case blanche d7 · cercle noir sur case noire e7 · cercle noir sur case blanche c6 · Roi blanc sur case noire d6 · cercle noir sur case blanche e6 · cercle noir sur case noire c5 · cercle noir sur case blanche d5 · cercle noir sur case noire e5 | cercle noir sur case noire c7 · cercle noir sur case blanche d7 · cercle noir sur case noire e7 · cercle noir sur case blanche c6 · Roi blanc sur case noire d6 · cercle noir sur case blanche e6 · cercle noir sur case noire c5 · cercle noir sur case blanche d5 · cercle noir sur case noire e5 | cercle noir sur case noire c7 · cercle noir sur case blanche d7 · cercle noir sur case noire e7 · cercle noir sur case blanche c6 · Roi blanc sur case noire d6 · cercle noir sur case blanche e6 · cercle noir sur case noire c5 · cercle noir sur case blanche d5 · cercle noir sur case noire e5 | cercle noir sur case noire c7 · cercle noir sur case blanche d7 · cercle noir sur case noire e7 · cercle noir sur case blanche c6 · Roi blanc sur case noire d6 · cercle noir sur case blanche e6 · cercle noir sur case noire c5 · cercle noir sur case blanche d5 · cercle noir sur case noire e5 | cercle noir sur case noire c7 · cercle noir sur case blanche d7 · cercle noir sur case noire e7 · cercle noir sur case blanche c6 · Roi blanc sur case noire d6 · cercle noir sur case blanche e6 · cercle noir sur case noire c5 · cercle noir sur case blanche d5 · cercle noir sur case noire e5 | cercle noir sur case noire c7 · cercle noir sur case blanche d7 · cercle noir sur case noire e7 · cercle noir sur case blanche c6 · Roi blanc sur case noire d6 · cercle noir sur case blanche e6 · cercle noir sur case noire c5 · cercle noir sur case blanche d5 · cercle noir sur case noire e5 | cercle noir sur case noire c7 · cercle noir sur case blanche d7 · cercle noir sur case noire e7 · cercle noir sur case blanche c6 · Roi blanc sur case noire d6 · cercle noir sur case blanche e6 · cercle noir sur case noire c5 · cercle noir sur case blanche d5 · cercle noir sur case noire e5 | cercle noir sur case noire c7 · cercle noir sur case blanche d7 · cercle noir sur case noire e7 · cercle noir sur case blanche c6 · Roi blanc sur case noire d6 · cercle noir sur case blanche e6 · cercle noir sur case noire c5 · cercle noir sur case blanche d5 · cercle noir sur case noire e5 | 7 |
| 6 | cercle noir sur case noire c7 · cercle noir sur case blanche d7 · cercle noir sur case noire e7 · cercle noir sur case blanche c6 · Roi blanc sur case noire d6 · cercle noir sur case blanche e6 · cercle noir sur case noire c5 · cercle noir sur case blanche d5 · cercle noir sur case noire e5 | cercle noir sur case noire c7 · cercle noir sur case blanche d7 · cercle noir sur case noire e7 · cercle noir sur case blanche c6 · Roi blanc sur case noire d6 · cercle noir sur case blanche e6 · cercle noir sur case noire c5 · cercle noir sur case blanche d5 · cercle noir sur case noire e5 | cercle noir sur case noire c7 · cercle noir sur case blanche d7 · cercle noir sur case noire e7 · cercle noir sur case blanche c6 · Roi blanc sur case noire d6 · cercle noir sur case blanche e6 · cercle noir sur case noire c5 · cercle noir sur case blanche d5 · cercle noir sur case noire e5 | cercle noir sur case noire c7 · cercle noir sur case blanche d7 · cercle noir sur case noire e7 · cercle noir sur case blanche c6 · Roi blanc sur case noire d6 · cercle noir sur case blanche e6 · cercle noir sur case noire c5 · cercle noir sur case blanche d5 · cercle noir sur case noire e5 | cercle noir sur case noire c7 · cercle noir sur case blanche d7 · cercle noir sur case noire e7 · cercle noir sur case blanche c6 · Roi blanc sur case noire d6 · cercle noir sur case blanche e6 · cercle noir sur case noire c5 · cercle noir sur case blanche d5 · cercle noir sur case noire e5 | cercle noir sur case noire c7 · cercle noir sur case blanche d7 · cercle noir sur case noire e7 · cercle noir sur case blanche c6 · Roi blanc sur case noire d6 · cercle noir sur case blanche e6 · cercle noir sur case noire c5 · cercle noir sur case blanche d5 · cercle noir sur case noire e5 | cercle noir sur case noire c7 · cercle noir sur case blanche d7 · cercle noir sur case noire e7 · cercle noir sur case blanche c6 · Roi blanc sur case noire d6 · cercle noir sur case blanche e6 · cercle noir sur case noire c5 · cercle noir sur case blanche d5 · cercle noir sur case noire e5 | cercle noir sur case noire c7 · cercle noir sur case blanche d7 · cercle noir sur case noire e7 · cercle noir sur case blanche c6 · Roi blanc sur case noire d6 · cercle noir sur case blanche e6 · cercle noir sur case noire c5 · cercle noir sur case blanche d5 · cercle noir sur case noire e5 | 6 |
| 5 | cercle noir sur case noire c7 · cercle noir sur case blanche d7 · cercle noir sur case noire e7 · cercle noir sur case blanche c6 · Roi blanc sur case noire d6 · cercle noir sur case blanche e6 · cercle noir sur case noire c5 · cercle noir sur case blanche d5 · cercle noir sur case noire e5 | cercle noir sur case noire c7 · cercle noir sur case blanche d7 · cercle noir sur case noire e7 · cercle noir sur case blanche c6 · Roi blanc sur case noire d6 · cercle noir sur case blanche e6 · cercle noir sur case noire c5 · cercle noir sur case blanche d5 · cercle noir sur case noire e5 | cercle noir sur case noire c7 · cercle noir sur case blanche d7 · cercle noir sur case noire e7 · cercle noir sur case blanche c6 · Roi blanc sur case noire d6 · cercle noir sur case blanche e6 · cercle noir sur case noire c5 · cercle noir sur case blanche d5 · cercle noir sur case noire e5 | cercle noir sur case noire c7 · cercle noir sur case blanche d7 · cercle noir sur case noire e7 · cercle noir sur case blanche c6 · Roi blanc sur case noire d6 · cercle noir sur case blanche e6 · cercle noir sur case noire c5 · cercle noir sur case blanche d5 · cercle noir sur case noire e5 | cercle noir sur case noire c7 · cercle noir sur case blanche d7 · cercle noir sur case noire e7 · cercle noir sur case blanche c6 · Roi blanc sur case noire d6 · cercle noir sur case blanche e6 · cercle noir sur case noire c5 · cercle noir sur case blanche d5 · cercle noir sur case noire e5 | cercle noir sur case noire c7 · cercle noir sur case blanche d7 · cercle noir sur case noire e7 · cercle noir sur case blanche c6 · Roi blanc sur case noire d6 · cercle noir sur case blanche e6 · cercle noir sur case noire c5 · cercle noir sur case blanche d5 · cercle noir sur case noire e5 | cercle noir sur case noire c7 · cercle noir sur case blanche d7 · cercle noir sur case noire e7 · cercle noir sur case blanche c6 · Roi blanc sur case noire d6 · cercle noir sur case blanche e6 · cercle noir sur case noire c5 · cercle noir sur case blanche d5 · cercle noir sur case noire e5 | cercle noir sur case noire c7 · cercle noir sur case blanche d7 · cercle noir sur case noire e7 · cercle noir sur case blanche c6 · Roi blanc sur case noire d6 · cercle noir sur case blanche e6 · cercle noir sur case noire c5 · cercle noir sur case blanche d5 · cercle noir sur case noire e5 | 5 |
| 4 | cercle noir sur case noire c7 · cercle noir sur case blanche d7 · cercle noir sur case noire e7 · cercle noir sur case blanche c6 · Roi blanc sur case noire d6 · cercle noir sur case blanche e6 · cercle noir sur case noire c5 · cercle noir sur case blanche d5 · cercle noir sur case noire e5 | cercle noir sur case noire c7 · cercle noir sur case blanche d7 · cercle noir sur case noire e7 · cercle noir sur case blanche c6 · Roi blanc sur case noire d6 · cercle noir sur case blanche e6 · cercle noir sur case noire c5 · cercle noir sur case blanche d5 · cercle noir sur case noire e5 | cercle noir sur case noire c7 · cercle noir sur case blanche d7 · cercle noir sur case noire e7 · cercle noir sur case blanche c6 · Roi blanc sur case noire d6 · cercle noir sur case blanche e6 · cercle noir sur case noire c5 · cercle noir sur case blanche d5 · cercle noir sur case noire e5 | cercle noir sur case noire c7 · cercle noir sur case blanche d7 · cercle noir sur case noire e7 · cercle noir sur case blanche c6 · Roi blanc sur case noire d6 · cercle noir sur case blanche e6 · cercle noir sur case noire c5 · cercle noir sur case blanche d5 · cercle noir sur case noire e5 | cercle noir sur case noire c7 · cercle noir sur case blanche d7 · cercle noir sur case noire e7 · cercle noir sur case blanche c6 · Roi blanc sur case noire d6 · cercle noir sur case blanche e6 · cercle noir sur case noire c5 · cercle noir sur case blanche d5 · cercle noir sur case noire e5 | cercle noir sur case noire c7 · cercle noir sur case blanche d7 · cercle noir sur case noire e7 · cercle noir sur case blanche c6 · Roi blanc sur case noire d6 · cercle noir sur case blanche e6 · cercle noir sur case noire c5 · cercle noir sur case blanche d5 · cercle noir sur case noire e5 | cercle noir sur case noire c7 · cercle noir sur case blanche d7 · cercle noir sur case noire e7 · cercle noir sur case blanche c6 · Roi blanc sur case noire d6 · cercle noir sur case blanche e6 · cercle noir sur case noire c5 · cercle noir sur case blanche d5 · cercle noir sur case noire e5 | cercle noir sur case noire c7 · cercle noir sur case blanche d7 · cercle noir sur case noire e7 · cercle noir sur case blanche c6 · Roi blanc sur case noire d6 · cercle noir sur case blanche e6 · cercle noir sur case noire c5 · cercle noir sur case blanche d5 · cercle noir sur case noire e5 | 4 |
| 3 | cercle noir sur case noire c7 · cercle noir sur case blanche d7 · cercle noir sur case noire e7 · cercle noir sur case blanche c6 · Roi blanc sur case noire d6 · cercle noir sur case blanche e6 · cercle noir sur case noire c5 · cercle noir sur case blanche d5 · cercle noir sur case noire e5 | cercle noir sur case noire c7 · cercle noir sur case blanche d7 · cercle noir sur case noire e7 · cercle noir sur case blanche c6 · Roi blanc sur case noire d6 · cercle noir sur case blanche e6 · cercle noir sur case noire c5 · cercle noir sur case blanche d5 · cercle noir sur case noire e5 | cercle noir sur case noire c7 · cercle noir sur case blanche d7 · cercle noir sur case noire e7 · cercle noir sur case blanche c6 · Roi blanc sur case noire d6 · cercle noir sur case blanche e6 · cercle noir sur case noire c5 · cercle noir sur case blanche d5 · cercle noir sur case noire e5 | cercle noir sur case noire c7 · cercle noir sur case blanche d7 · cercle noir sur case noire e7 · cercle noir sur case blanche c6 · Roi blanc sur case noire d6 · cercle noir sur case blanche e6 · cercle noir sur case noire c5 · cercle noir sur case blanche d5 · cercle noir sur case noire e5 | cercle noir sur case noire c7 · cercle noir sur case blanche d7 · cercle noir sur case noire e7 · cercle noir sur case blanche c6 · Roi blanc sur case noire d6 · cercle noir sur case blanche e6 · cercle noir sur case noire c5 · cercle noir sur case blanche d5 · cercle noir sur case noire e5 | cercle noir sur case noire c7 · cercle noir sur case blanche d7 · cercle noir sur case noire e7 · cercle noir sur case blanche c6 · Roi blanc sur case noire d6 · cercle noir sur case blanche e6 · cercle noir sur case noire c5 · cercle noir sur case blanche d5 · cercle noir sur case noire e5 | cercle noir sur case noire c7 · cercle noir sur case blanche d7 · cercle noir sur case noire e7 · cercle noir sur case blanche c6 · Roi blanc sur case noire d6 · cercle noir sur case blanche e6 · cercle noir sur case noire c5 · cercle noir sur case blanche d5 · cercle noir sur case noire e5 | cercle noir sur case noire c7 · cercle noir sur case blanche d7 · cercle noir sur case noire e7 · cercle noir sur case blanche c6 · Roi blanc sur case noire d6 · cercle noir sur case blanche e6 · cercle noir sur case noire c5 · cercle noir sur case blanche d5 · cercle noir sur case noire e5 | 3 |
| 2 | cercle noir sur case noire c7 · cercle noir sur case blanche d7 · cercle noir sur case noire e7 · cercle noir sur case blanche c6 · Roi blanc sur case noire d6 · cercle noir sur case blanche e6 · cercle noir sur case noire c5 · cercle noir sur case blanche d5 · cercle noir sur case noire e5 | cercle noir sur case noire c7 · cercle noir sur case blanche d7 · cercle noir sur case noire e7 · cercle noir sur case blanche c6 · Roi blanc sur case noire d6 · cercle noir sur case blanche e6 · cercle noir sur case noire c5 · cercle noir sur case blanche d5 · cercle noir sur case noire e5 | cercle noir sur case noire c7 · cercle noir sur case blanche d7 · cercle noir sur case noire e7 · cercle noir sur case blanche c6 · Roi blanc sur case noire d6 · cercle noir sur case blanche e6 · cercle noir sur case noire c5 · cercle noir sur case blanche d5 · cercle noir sur case noire e5 | cercle noir sur case noire c7 · cercle noir sur case blanche d7 · cercle noir sur case noire e7 · cercle noir sur case blanche c6 · Roi blanc sur case noire d6 · cercle noir sur case blanche e6 · cercle noir sur case noire c5 · cercle noir sur case blanche d5 · cercle noir sur case noire e5 | cercle noir sur case noire c7 · cercle noir sur case blanche d7 · cercle noir sur case noire e7 · cercle noir sur case blanche c6 · Roi blanc sur case noire d6 · cercle noir sur case blanche e6 · cercle noir sur case noire c5 · cercle noir sur case blanche d5 · cercle noir sur case noire e5 | cercle noir sur case noire c7 · cercle noir sur case blanche d7 · cercle noir sur case noire e7 · cercle noir sur case blanche c6 · Roi blanc sur case noire d6 · cercle noir sur case blanche e6 · cercle noir sur case noire c5 · cercle noir sur case blanche d5 · cercle noir sur case noire e5 | cercle noir sur case noire c7 · cercle noir sur case blanche d7 · cercle noir sur case noire e7 · cercle noir sur case blanche c6 · Roi blanc sur case noire d6 · cercle noir sur case blanche e6 · cercle noir sur case noire c5 · cercle noir sur case blanche d5 · cercle noir sur case noire e5 | cercle noir sur case noire c7 · cercle noir sur case blanche d7 · cercle noir sur case noire e7 · cercle noir sur case blanche c6 · Roi blanc sur case noire d6 · cercle noir sur case blanche e6 · cercle noir sur case noire c5 · cercle noir sur case blanche d5 · cercle noir sur case noire e5 | 2 |
| 1 | cercle noir sur case noire c7 · cercle noir sur case blanche d7 · cercle noir sur case noire e7 · cercle noir sur case blanche c6 · Roi blanc sur case noire d6 · cercle noir sur case blanche e6 · cercle noir sur case noire c5 · cercle noir sur case blanche d5 · cercle noir sur case noire e5 | cercle noir sur case noire c7 · cercle noir sur case blanche d7 · cercle noir sur case noire e7 · cercle noir sur case blanche c6 · Roi blanc sur case noire d6 · cercle noir sur case blanche e6 · cercle noir sur case noire c5 · cercle noir sur case blanche d5 · cercle noir sur case noire e5 | cercle noir sur case noire c7 · cercle noir sur case blanche d7 · cercle noir sur case noire e7 · cercle noir sur case blanche c6 · Roi blanc sur case noire d6 · cercle noir sur case blanche e6 · cercle noir sur case noire c5 · cercle noir sur case blanche d5 · cercle noir sur case noire e5 | cercle noir sur case noire c7 · cercle noir sur case blanche d7 · cercle noir sur case noire e7 · cercle noir sur case blanche c6 · Roi blanc sur case noire d6 · cercle noir sur case blanche e6 · cercle noir sur case noire c5 · cercle noir sur case blanche d5 · cercle noir sur case noire e5 | cercle noir sur case noire c7 · cercle noir sur case blanche d7 · cercle noir sur case noire e7 · cercle noir sur case blanche c6 · Roi blanc sur case noire d6 · cercle noir sur case blanche e6 · cercle noir sur case noire c5 · cercle noir sur case blanche d5 · cercle noir sur case noire e5 | cercle noir sur case noire c7 · cercle noir sur case blanche d7 · cercle noir sur case noire e7 · cercle noir sur case blanche c6 · Roi blanc sur case noire d6 · cercle noir sur case blanche e6 · cercle noir sur case noire c5 · cercle noir sur case blanche d5 · cercle noir sur case noire e5 | cercle noir sur case noire c7 · cercle noir sur case blanche d7 · cercle noir sur case noire e7 · cercle noir sur case blanche c6 · Roi blanc sur case noire d6 · cercle noir sur case blanche e6 · cercle noir sur case noire c5 · cercle noir sur case blanche d5 · cercle noir sur case noire e5 | cercle noir sur case noire c7 · cercle noir sur case blanche d7 · cercle noir sur case noire e7 · cercle noir sur case blanche c6 · Roi blanc sur case noire d6 · cercle noir sur case blanche e6 · cercle noir sur case noire c5 · cercle noir sur case blanche d5 · cercle noir sur case noire e5 | 1 |
|   | a | b | c | d | e | f | g | h |   |

Le chariot (tereg, тэрэг) : se déplace comme la tour dans la variante occidentale du jeu.
|   | a | b | c | d | e | f | g | h |   |
| 8 | cercle noir sur case blanche e8 · cercle noir sur case noire e7 · cercle noir sur case blanche e6 · cercle noir sur case noire e5 · cercle noir sur case blanche e4 · cercle noir sur case noire a3 · cercle noir sur case blanche b3 · cercle noir sur case noire c3 · cercle noir sur case blanche d3 · Tour noire sur case noire e3 · cercle noir sur case blanche f3 · cercle noir sur case noire g3 · cercle noir sur case blanche h3 · cercle noir sur case blanche e2 · cercle noir sur case noire e1 | cercle noir sur case blanche e8 · cercle noir sur case noire e7 · cercle noir sur case blanche e6 · cercle noir sur case noire e5 · cercle noir sur case blanche e4 · cercle noir sur case noire a3 · cercle noir sur case blanche b3 · cercle noir sur case noire c3 · cercle noir sur case blanche d3 · Tour noire sur case noire e3 · cercle noir sur case blanche f3 · cercle noir sur case noire g3 · cercle noir sur case blanche h3 · cercle noir sur case blanche e2 · cercle noir sur case noire e1 | cercle noir sur case blanche e8 · cercle noir sur case noire e7 · cercle noir sur case blanche e6 · cercle noir sur case noire e5 · cercle noir sur case blanche e4 · cercle noir sur case noire a3 · cercle noir sur case blanche b3 · cercle noir sur case noire c3 · cercle noir sur case blanche d3 · Tour noire sur case noire e3 · cercle noir sur case blanche f3 · cercle noir sur case noire g3 · cercle noir sur case blanche h3 · cercle noir sur case blanche e2 · cercle noir sur case noire e1 | cercle noir sur case blanche e8 · cercle noir sur case noire e7 · cercle noir sur case blanche e6 · cercle noir sur case noire e5 · cercle noir sur case blanche e4 · cercle noir sur case noire a3 · cercle noir sur case blanche b3 · cercle noir sur case noire c3 · cercle noir sur case blanche d3 · Tour noire sur case noire e3 · cercle noir sur case blanche f3 · cercle noir sur case noire g3 · cercle noir sur case blanche h3 · cercle noir sur case blanche e2 · cercle noir sur case noire e1 | cercle noir sur case blanche e8 · cercle noir sur case noire e7 · cercle noir sur case blanche e6 · cercle noir sur case noire e5 · cercle noir sur case blanche e4 · cercle noir sur case noire a3 · cercle noir sur case blanche b3 · cercle noir sur case noire c3 · cercle noir sur case blanche d3 · Tour noire sur case noire e3 · cercle noir sur case blanche f3 · cercle noir sur case noire g3 · cercle noir sur case blanche h3 · cercle noir sur case blanche e2 · cercle noir sur case noire e1 | cercle noir sur case blanche e8 · cercle noir sur case noire e7 · cercle noir sur case blanche e6 · cercle noir sur case noire e5 · cercle noir sur case blanche e4 · cercle noir sur case noire a3 · cercle noir sur case blanche b3 · cercle noir sur case noire c3 · cercle noir sur case blanche d3 · Tour noire sur case noire e3 · cercle noir sur case blanche f3 · cercle noir sur case noire g3 · cercle noir sur case blanche h3 · cercle noir sur case blanche e2 · cercle noir sur case noire e1 | cercle noir sur case blanche e8 · cercle noir sur case noire e7 · cercle noir sur case blanche e6 · cercle noir sur case noire e5 · cercle noir sur case blanche e4 · cercle noir sur case noire a3 · cercle noir sur case blanche b3 · cercle noir sur case noire c3 · cercle noir sur case blanche d3 · Tour noire sur case noire e3 · cercle noir sur case blanche f3 · cercle noir sur case noire g3 · cercle noir sur case blanche h3 · cercle noir sur case blanche e2 · cercle noir sur case noire e1 | cercle noir sur case blanche e8 · cercle noir sur case noire e7 · cercle noir sur case blanche e6 · cercle noir sur case noire e5 · cercle noir sur case blanche e4 · cercle noir sur case noire a3 · cercle noir sur case blanche b3 · cercle noir sur case noire c3 · cercle noir sur case blanche d3 · Tour noire sur case noire e3 · cercle noir sur case blanche f3 · cercle noir sur case noire g3 · cercle noir sur case blanche h3 · cercle noir sur case blanche e2 · cercle noir sur case noire e1 | 8 |
| 7 | cercle noir sur case blanche e8 · cercle noir sur case noire e7 · cercle noir sur case blanche e6 · cercle noir sur case noire e5 · cercle noir sur case blanche e4 · cercle noir sur case noire a3 · cercle noir sur case blanche b3 · cercle noir sur case noire c3 · cercle noir sur case blanche d3 · Tour noire sur case noire e3 · cercle noir sur case blanche f3 · cercle noir sur case noire g3 · cercle noir sur case blanche h3 · cercle noir sur case blanche e2 · cercle noir sur case noire e1 | cercle noir sur case blanche e8 · cercle noir sur case noire e7 · cercle noir sur case blanche e6 · cercle noir sur case noire e5 · cercle noir sur case blanche e4 · cercle noir sur case noire a3 · cercle noir sur case blanche b3 · cercle noir sur case noire c3 · cercle noir sur case blanche d3 · Tour noire sur case noire e3 · cercle noir sur case blanche f3 · cercle noir sur case noire g3 · cercle noir sur case blanche h3 · cercle noir sur case blanche e2 · cercle noir sur case noire e1 | cercle noir sur case blanche e8 · cercle noir sur case noire e7 · cercle noir sur case blanche e6 · cercle noir sur case noire e5 · cercle noir sur case blanche e4 · cercle noir sur case noire a3 · cercle noir sur case blanche b3 · cercle noir sur case noire c3 · cercle noir sur case blanche d3 · Tour noire sur case noire e3 · cercle noir sur case blanche f3 · cercle noir sur case noire g3 · cercle noir sur case blanche h3 · cercle noir sur case blanche e2 · cercle noir sur case noire e1 | cercle noir sur case blanche e8 · cercle noir sur case noire e7 · cercle noir sur case blanche e6 · cercle noir sur case noire e5 · cercle noir sur case blanche e4 · cercle noir sur case noire a3 · cercle noir sur case blanche b3 · cercle noir sur case noire c3 · cercle noir sur case blanche d3 · Tour noire sur case noire e3 · cercle noir sur case blanche f3 · cercle noir sur case noire g3 · cercle noir sur case blanche h3 · cercle noir sur case blanche e2 · cercle noir sur case noire e1 | cercle noir sur case blanche e8 · cercle noir sur case noire e7 · cercle noir sur case blanche e6 · cercle noir sur case noire e5 · cercle noir sur case blanche e4 · cercle noir sur case noire a3 · cercle noir sur case blanche b3 · cercle noir sur case noire c3 · cercle noir sur case blanche d3 · Tour noire sur case noire e3 · cercle noir sur case blanche f3 · cercle noir sur case noire g3 · cercle noir sur case blanche h3 · cercle noir sur case blanche e2 · cercle noir sur case noire e1 | cercle noir sur case blanche e8 · cercle noir sur case noire e7 · cercle noir sur case blanche e6 · cercle noir sur case noire e5 · cercle noir sur case blanche e4 · cercle noir sur case noire a3 · cercle noir sur case blanche b3 · cercle noir sur case noire c3 · cercle noir sur case blanche d3 · Tour noire sur case noire e3 · cercle noir sur case blanche f3 · cercle noir sur case noire g3 · cercle noir sur case blanche h3 · cercle noir sur case blanche e2 · cercle noir sur case noire e1 | cercle noir sur case blanche e8 · cercle noir sur case noire e7 · cercle noir sur case blanche e6 · cercle noir sur case noire e5 · cercle noir sur case blanche e4 · cercle noir sur case noire a3 · cercle noir sur case blanche b3 · cercle noir sur case noire c3 · cercle noir sur case blanche d3 · Tour noire sur case noire e3 · cercle noir sur case blanche f3 · cercle noir sur case noire g3 · cercle noir sur case blanche h3 · cercle noir sur case blanche e2 · cercle noir sur case noire e1 | cercle noir sur case blanche e8 · cercle noir sur case noire e7 · cercle noir sur case blanche e6 · cercle noir sur case noire e5 · cercle noir sur case blanche e4 · cercle noir sur case noire a3 · cercle noir sur case blanche b3 · cercle noir sur case noire c3 · cercle noir sur case blanche d3 · Tour noire sur case noire e3 · cercle noir sur case blanche f3 · cercle noir sur case noire g3 · cercle noir sur case blanche h3 · cercle noir sur case blanche e2 · cercle noir sur case noire e1 | 7 |
| 6 | cercle noir sur case blanche e8 · cercle noir sur case noire e7 · cercle noir sur case blanche e6 · cercle noir sur case noire e5 · cercle noir sur case blanche e4 · cercle noir sur case noire a3 · cercle noir sur case blanche b3 · cercle noir sur case noire c3 · cercle noir sur case blanche d3 · Tour noire sur case noire e3 · cercle noir sur case blanche f3 · cercle noir sur case noire g3 · cercle noir sur case blanche h3 · cercle noir sur case blanche e2 · cercle noir sur case noire e1 | cercle noir sur case blanche e8 · cercle noir sur case noire e7 · cercle noir sur case blanche e6 · cercle noir sur case noire e5 · cercle noir sur case blanche e4 · cercle noir sur case noire a3 · cercle noir sur case blanche b3 · cercle noir sur case noire c3 · cercle noir sur case blanche d3 · Tour noire sur case noire e3 · cercle noir sur case blanche f3 · cercle noir sur case noire g3 · cercle noir sur case blanche h3 · cercle noir sur case blanche e2 · cercle noir sur case noire e1 | cercle noir sur case blanche e8 · cercle noir sur case noire e7 · cercle noir sur case blanche e6 · cercle noir sur case noire e5 · cercle noir sur case blanche e4 · cercle noir sur case noire a3 · cercle noir sur case blanche b3 · cercle noir sur case noire c3 · cercle noir sur case blanche d3 · Tour noire sur case noire e3 · cercle noir sur case blanche f3 · cercle noir sur case noire g3 · cercle noir sur case blanche h3 · cercle noir sur case blanche e2 · cercle noir sur case noire e1 | cercle noir sur case blanche e8 · cercle noir sur case noire e7 · cercle noir sur case blanche e6 · cercle noir sur case noire e5 · cercle noir sur case blanche e4 · cercle noir sur case noire a3 · cercle noir sur case blanche b3 · cercle noir sur case noire c3 · cercle noir sur case blanche d3 · Tour noire sur case noire e3 · cercle noir sur case blanche f3 · cercle noir sur case noire g3 · cercle noir sur case blanche h3 · cercle noir sur case blanche e2 · cercle noir sur case noire e1 | cercle noir sur case blanche e8 · cercle noir sur case noire e7 · cercle noir sur case blanche e6 · cercle noir sur case noire e5 · cercle noir sur case blanche e4 · cercle noir sur case noire a3 · cercle noir sur case blanche b3 · cercle noir sur case noire c3 · cercle noir sur case blanche d3 · Tour noire sur case noire e3 · cercle noir sur case blanche f3 · cercle noir sur case noire g3 · cercle noir sur case blanche h3 · cercle noir sur case blanche e2 · cercle noir sur case noire e1 | cercle noir sur case blanche e8 · cercle noir sur case noire e7 · cercle noir sur case blanche e6 · cercle noir sur case noire e5 · cercle noir sur case blanche e4 · cercle noir sur case noire a3 · cercle noir sur case blanche b3 · cercle noir sur case noire c3 · cercle noir sur case blanche d3 · Tour noire sur case noire e3 · cercle noir sur case blanche f3 · cercle noir sur case noire g3 · cercle noir sur case blanche h3 · cercle noir sur case blanche e2 · cercle noir sur case noire e1 | cercle noir sur case blanche e8 · cercle noir sur case noire e7 · cercle noir sur case blanche e6 · cercle noir sur case noire e5 · cercle noir sur case blanche e4 · cercle noir sur case noire a3 · cercle noir sur case blanche b3 · cercle noir sur case noire c3 · cercle noir sur case blanche d3 · Tour noire sur case noire e3 · cercle noir sur case blanche f3 · cercle noir sur case noire g3 · cercle noir sur case blanche h3 · cercle noir sur case blanche e2 · cercle noir sur case noire e1 | cercle noir sur case blanche e8 · cercle noir sur case noire e7 · cercle noir sur case blanche e6 · cercle noir sur case noire e5 · cercle noir sur case blanche e4 · cercle noir sur case noire a3 · cercle noir sur case blanche b3 · cercle noir sur case noire c3 · cercle noir sur case blanche d3 · Tour noire sur case noire e3 · cercle noir sur case blanche f3 · cercle noir sur case noire g3 · cercle noir sur case blanche h3 · cercle noir sur case blanche e2 · cercle noir sur case noire e1 | 6 |
| 5 | cercle noir sur case blanche e8 · cercle noir sur case noire e7 · cercle noir sur case blanche e6 · cercle noir sur case noire e5 · cercle noir sur case blanche e4 · cercle noir sur case noire a3 · cercle noir sur case blanche b3 · cercle noir sur case noire c3 · cercle noir sur case blanche d3 · Tour noire sur case noire e3 · cercle noir sur case blanche f3 · cercle noir sur case noire g3 · cercle noir sur case blanche h3 · cercle noir sur case blanche e2 · cercle noir sur case noire e1 | cercle noir sur case blanche e8 · cercle noir sur case noire e7 · cercle noir sur case blanche e6 · cercle noir sur case noire e5 · cercle noir sur case blanche e4 · cercle noir sur case noire a3 · cercle noir sur case blanche b3 · cercle noir sur case noire c3 · cercle noir sur case blanche d3 · Tour noire sur case noire e3 · cercle noir sur case blanche f3 · cercle noir sur case noire g3 · cercle noir sur case blanche h3 · cercle noir sur case blanche e2 · cercle noir sur case noire e1 | cercle noir sur case blanche e8 · cercle noir sur case noire e7 · cercle noir sur case blanche e6 · cercle noir sur case noire e5 · cercle noir sur case blanche e4 · cercle noir sur case noire a3 · cercle noir sur case blanche b3 · cercle noir sur case noire c3 · cercle noir sur case blanche d3 · Tour noire sur case noire e3 · cercle noir sur case blanche f3 · cercle noir sur case noire g3 · cercle noir sur case blanche h3 · cercle noir sur case blanche e2 · cercle noir sur case noire e1 | cercle noir sur case blanche e8 · cercle noir sur case noire e7 · cercle noir sur case blanche e6 · cercle noir sur case noire e5 · cercle noir sur case blanche e4 · cercle noir sur case noire a3 · cercle noir sur case blanche b3 · cercle noir sur case noire c3 · cercle noir sur case blanche d3 · Tour noire sur case noire e3 · cercle noir sur case blanche f3 · cercle noir sur case noire g3 · cercle noir sur case blanche h3 · cercle noir sur case blanche e2 · cercle noir sur case noire e1 | cercle noir sur case blanche e8 · cercle noir sur case noire e7 · cercle noir sur case blanche e6 · cercle noir sur case noire e5 · cercle noir sur case blanche e4 · cercle noir sur case noire a3 · cercle noir sur case blanche b3 · cercle noir sur case noire c3 · cercle noir sur case blanche d3 · Tour noire sur case noire e3 · cercle noir sur case blanche f3 · cercle noir sur case noire g3 · cercle noir sur case blanche h3 · cercle noir sur case blanche e2 · cercle noir sur case noire e1 | cercle noir sur case blanche e8 · cercle noir sur case noire e7 · cercle noir sur case blanche e6 · cercle noir sur case noire e5 · cercle noir sur case blanche e4 · cercle noir sur case noire a3 · cercle noir sur case blanche b3 · cercle noir sur case noire c3 · cercle noir sur case blanche d3 · Tour noire sur case noire e3 · cercle noir sur case blanche f3 · cercle noir sur case noire g3 · cercle noir sur case blanche h3 · cercle noir sur case blanche e2 · cercle noir sur case noire e1 | cercle noir sur case blanche e8 · cercle noir sur case noire e7 · cercle noir sur case blanche e6 · cercle noir sur case noire e5 · cercle noir sur case blanche e4 · cercle noir sur case noire a3 · cercle noir sur case blanche b3 · cercle noir sur case noire c3 · cercle noir sur case blanche d3 · Tour noire sur case noire e3 · cercle noir sur case blanche f3 · cercle noir sur case noire g3 · cercle noir sur case blanche h3 · cercle noir sur case blanche e2 · cercle noir sur case noire e1 | cercle noir sur case blanche e8 · cercle noir sur case noire e7 · cercle noir sur case blanche e6 · cercle noir sur case noire e5 · cercle noir sur case blanche e4 · cercle noir sur case noire a3 · cercle noir sur case blanche b3 · cercle noir sur case noire c3 · cercle noir sur case blanche d3 · Tour noire sur case noire e3 · cercle noir sur case blanche f3 · cercle noir sur case noire g3 · cercle noir sur case blanche h3 · cercle noir sur case blanche e2 · cercle noir sur case noire e1 | 5 |
| 4 | cercle noir sur case blanche e8 · cercle noir sur case noire e7 · cercle noir sur case blanche e6 · cercle noir sur case noire e5 · cercle noir sur case blanche e4 · cercle noir sur case noire a3 · cercle noir sur case blanche b3 · cercle noir sur case noire c3 · cercle noir sur case blanche d3 · Tour noire sur case noire e3 · cercle noir sur case blanche f3 · cercle noir sur case noire g3 · cercle noir sur case blanche h3 · cercle noir sur case blanche e2 · cercle noir sur case noire e1 | cercle noir sur case blanche e8 · cercle noir sur case noire e7 · cercle noir sur case blanche e6 · cercle noir sur case noire e5 · cercle noir sur case blanche e4 · cercle noir sur case noire a3 · cercle noir sur case blanche b3 · cercle noir sur case noire c3 · cercle noir sur case blanche d3 · Tour noire sur case noire e3 · cercle noir sur case blanche f3 · cercle noir sur case noire g3 · cercle noir sur case blanche h3 · cercle noir sur case blanche e2 · cercle noir sur case noire e1 | cercle noir sur case blanche e8 · cercle noir sur case noire e7 · cercle noir sur case blanche e6 · cercle noir sur case noire e5 · cercle noir sur case blanche e4 · cercle noir sur case noire a3 · cercle noir sur case blanche b3 · cercle noir sur case noire c3 · cercle noir sur case blanche d3 · Tour noire sur case noire e3 · cercle noir sur case blanche f3 · cercle noir sur case noire g3 · cercle noir sur case blanche h3 · cercle noir sur case blanche e2 · cercle noir sur case noire e1 | cercle noir sur case blanche e8 · cercle noir sur case noire e7 · cercle noir sur case blanche e6 · cercle noir sur case noire e5 · cercle noir sur case blanche e4 · cercle noir sur case noire a3 · cercle noir sur case blanche b3 · cercle noir sur case noire c3 · cercle noir sur case blanche d3 · Tour noire sur case noire e3 · cercle noir sur case blanche f3 · cercle noir sur case noire g3 · cercle noir sur case blanche h3 · cercle noir sur case blanche e2 · cercle noir sur case noire e1 | cercle noir sur case blanche e8 · cercle noir sur case noire e7 · cercle noir sur case blanche e6 · cercle noir sur case noire e5 · cercle noir sur case blanche e4 · cercle noir sur case noire a3 · cercle noir sur case blanche b3 · cercle noir sur case noire c3 · cercle noir sur case blanche d3 · Tour noire sur case noire e3 · cercle noir sur case blanche f3 · cercle noir sur case noire g3 · cercle noir sur case blanche h3 · cercle noir sur case blanche e2 · cercle noir sur case noire e1 | cercle noir sur case blanche e8 · cercle noir sur case noire e7 · cercle noir sur case blanche e6 · cercle noir sur case noire e5 · cercle noir sur case blanche e4 · cercle noir sur case noire a3 · cercle noir sur case blanche b3 · cercle noir sur case noire c3 · cercle noir sur case blanche d3 · Tour noire sur case noire e3 · cercle noir sur case blanche f3 · cercle noir sur case noire g3 · cercle noir sur case blanche h3 · cercle noir sur case blanche e2 · cercle noir sur case noire e1 | cercle noir sur case blanche e8 · cercle noir sur case noire e7 · cercle noir sur case blanche e6 · cercle noir sur case noire e5 · cercle noir sur case blanche e4 · cercle noir sur case noire a3 · cercle noir sur case blanche b3 · cercle noir sur case noire c3 · cercle noir sur case blanche d3 · Tour noire sur case noire e3 · cercle noir sur case blanche f3 · cercle noir sur case noire g3 · cercle noir sur case blanche h3 · cercle noir sur case blanche e2 · cercle noir sur case noire e1 | cercle noir sur case blanche e8 · cercle noir sur case noire e7 · cercle noir sur case blanche e6 · cercle noir sur case noire e5 · cercle noir sur case blanche e4 · cercle noir sur case noire a3 · cercle noir sur case blanche b3 · cercle noir sur case noire c3 · cercle noir sur case blanche d3 · Tour noire sur case noire e3 · cercle noir sur case blanche f3 · cercle noir sur case noire g3 · cercle noir sur case blanche h3 · cercle noir sur case blanche e2 · cercle noir sur case noire e1 | 4 |
| 3 | cercle noir sur case blanche e8 · cercle noir sur case noire e7 · cercle noir sur case blanche e6 · cercle noir sur case noire e5 · cercle noir sur case blanche e4 · cercle noir sur case noire a3 · cercle noir sur case blanche b3 · cercle noir sur case noire c3 · cercle noir sur case blanche d3 · Tour noire sur case noire e3 · cercle noir sur case blanche f3 · cercle noir sur case noire g3 · cercle noir sur case blanche h3 · cercle noir sur case blanche e2 · cercle noir sur case noire e1 | cercle noir sur case blanche e8 · cercle noir sur case noire e7 · cercle noir sur case blanche e6 · cercle noir sur case noire e5 · cercle noir sur case blanche e4 · cercle noir sur case noire a3 · cercle noir sur case blanche b3 · cercle noir sur case noire c3 · cercle noir sur case blanche d3 · Tour noire sur case noire e3 · cercle noir sur case blanche f3 · cercle noir sur case noire g3 · cercle noir sur case blanche h3 · cercle noir sur case blanche e2 · cercle noir sur case noire e1 | cercle noir sur case blanche e8 · cercle noir sur case noire e7 · cercle noir sur case blanche e6 · cercle noir sur case noire e5 · cercle noir sur case blanche e4 · cercle noir sur case noire a3 · cercle noir sur case blanche b3 · cercle noir sur case noire c3 · cercle noir sur case blanche d3 · Tour noire sur case noire e3 · cercle noir sur case blanche f3 · cercle noir sur case noire g3 · cercle noir sur case blanche h3 · cercle noir sur case blanche e2 · cercle noir sur case noire e1 | cercle noir sur case blanche e8 · cercle noir sur case noire e7 · cercle noir sur case blanche e6 · cercle noir sur case noire e5 · cercle noir sur case blanche e4 · cercle noir sur case noire a3 · cercle noir sur case blanche b3 · cercle noir sur case noire c3 · cercle noir sur case blanche d3 · Tour noire sur case noire e3 · cercle noir sur case blanche f3 · cercle noir sur case noire g3 · cercle noir sur case blanche h3 · cercle noir sur case blanche e2 · cercle noir sur case noire e1 | cercle noir sur case blanche e8 · cercle noir sur case noire e7 · cercle noir sur case blanche e6 · cercle noir sur case noire e5 · cercle noir sur case blanche e4 · cercle noir sur case noire a3 · cercle noir sur case blanche b3 · cercle noir sur case noire c3 · cercle noir sur case blanche d3 · Tour noire sur case noire e3 · cercle noir sur case blanche f3 · cercle noir sur case noire g3 · cercle noir sur case blanche h3 · cercle noir sur case blanche e2 · cercle noir sur case noire e1 | cercle noir sur case blanche e8 · cercle noir sur case noire e7 · cercle noir sur case blanche e6 · cercle noir sur case noire e5 · cercle noir sur case blanche e4 · cercle noir sur case noire a3 · cercle noir sur case blanche b3 · cercle noir sur case noire c3 · cercle noir sur case blanche d3 · Tour noire sur case noire e3 · cercle noir sur case blanche f3 · cercle noir sur case noire g3 · cercle noir sur case blanche h3 · cercle noir sur case blanche e2 · cercle noir sur case noire e1 | cercle noir sur case blanche e8 · cercle noir sur case noire e7 · cercle noir sur case blanche e6 · cercle noir sur case noire e5 · cercle noir sur case blanche e4 · cercle noir sur case noire a3 · cercle noir sur case blanche b3 · cercle noir sur case noire c3 · cercle noir sur case blanche d3 · Tour noire sur case noire e3 · cercle noir sur case blanche f3 · cercle noir sur case noire g3 · cercle noir sur case blanche h3 · cercle noir sur case blanche e2 · cercle noir sur case noire e1 | cercle noir sur case blanche e8 · cercle noir sur case noire e7 · cercle noir sur case blanche e6 · cercle noir sur case noire e5 · cercle noir sur case blanche e4 · cercle noir sur case noire a3 · cercle noir sur case blanche b3 · cercle noir sur case noire c3 · cercle noir sur case blanche d3 · Tour noire sur case noire e3 · cercle noir sur case blanche f3 · cercle noir sur case noire g3 · cercle noir sur case blanche h3 · cercle noir sur case blanche e2 · cercle noir sur case noire e1 | 3 |
| 2 | cercle noir sur case blanche e8 · cercle noir sur case noire e7 · cercle noir sur case blanche e6 · cercle noir sur case noire e5 · cercle noir sur case blanche e4 · cercle noir sur case noire a3 · cercle noir sur case blanche b3 · cercle noir sur case noire c3 · cercle noir sur case blanche d3 · Tour noire sur case noire e3 · cercle noir sur case blanche f3 · cercle noir sur case noire g3 · cercle noir sur case blanche h3 · cercle noir sur case blanche e2 · cercle noir sur case noire e1 | cercle noir sur case blanche e8 · cercle noir sur case noire e7 · cercle noir sur case blanche e6 · cercle noir sur case noire e5 · cercle noir sur case blanche e4 · cercle noir sur case noire a3 · cercle noir sur case blanche b3 · cercle noir sur case noire c3 · cercle noir sur case blanche d3 · Tour noire sur case noire e3 · cercle noir sur case blanche f3 · cercle noir sur case noire g3 · cercle noir sur case blanche h3 · cercle noir sur case blanche e2 · cercle noir sur case noire e1 | cercle noir sur case blanche e8 · cercle noir sur case noire e7 · cercle noir sur case blanche e6 · cercle noir sur case noire e5 · cercle noir sur case blanche e4 · cercle noir sur case noire a3 · cercle noir sur case blanche b3 · cercle noir sur case noire c3 · cercle noir sur case blanche d3 · Tour noire sur case noire e3 · cercle noir sur case blanche f3 · cercle noir sur case noire g3 · cercle noir sur case blanche h3 · cercle noir sur case blanche e2 · cercle noir sur case noire e1 | cercle noir sur case blanche e8 · cercle noir sur case noire e7 · cercle noir sur case blanche e6 · cercle noir sur case noire e5 · cercle noir sur case blanche e4 · cercle noir sur case noire a3 · cercle noir sur case blanche b3 · cercle noir sur case noire c3 · cercle noir sur case blanche d3 · Tour noire sur case noire e3 · cercle noir sur case blanche f3 · cercle noir sur case noire g3 · cercle noir sur case blanche h3 · cercle noir sur case blanche e2 · cercle noir sur case noire e1 | cercle noir sur case blanche e8 · cercle noir sur case noire e7 · cercle noir sur case blanche e6 · cercle noir sur case noire e5 · cercle noir sur case blanche e4 · cercle noir sur case noire a3 · cercle noir sur case blanche b3 · cercle noir sur case noire c3 · cercle noir sur case blanche d3 · Tour noire sur case noire e3 · cercle noir sur case blanche f3 · cercle noir sur case noire g3 · cercle noir sur case blanche h3 · cercle noir sur case blanche e2 · cercle noir sur case noire e1 | cercle noir sur case blanche e8 · cercle noir sur case noire e7 · cercle noir sur case blanche e6 · cercle noir sur case noire e5 · cercle noir sur case blanche e4 · cercle noir sur case noire a3 · cercle noir sur case blanche b3 · cercle noir sur case noire c3 · cercle noir sur case blanche d3 · Tour noire sur case noire e3 · cercle noir sur case blanche f3 · cercle noir sur case noire g3 · cercle noir sur case blanche h3 · cercle noir sur case blanche e2 · cercle noir sur case noire e1 | cercle noir sur case blanche e8 · cercle noir sur case noire e7 · cercle noir sur case blanche e6 · cercle noir sur case noire e5 · cercle noir sur case blanche e4 · cercle noir sur case noire a3 · cercle noir sur case blanche b3 · cercle noir sur case noire c3 · cercle noir sur case blanche d3 · Tour noire sur case noire e3 · cercle noir sur case blanche f3 · cercle noir sur case noire g3 · cercle noir sur case blanche h3 · cercle noir sur case blanche e2 · cercle noir sur case noire e1 | cercle noir sur case blanche e8 · cercle noir sur case noire e7 · cercle noir sur case blanche e6 · cercle noir sur case noire e5 · cercle noir sur case blanche e4 · cercle noir sur case noire a3 · cercle noir sur case blanche b3 · cercle noir sur case noire c3 · cercle noir sur case blanche d3 · Tour noire sur case noire e3 · cercle noir sur case blanche f3 · cercle noir sur case noire g3 · cercle noir sur case blanche h3 · cercle noir sur case blanche e2 · cercle noir sur case noire e1 | 2 |
| 1 | cercle noir sur case blanche e8 · cercle noir sur case noire e7 · cercle noir sur case blanche e6 · cercle noir sur case noire e5 · cercle noir sur case blanche e4 · cercle noir sur case noire a3 · cercle noir sur case blanche b3 · cercle noir sur case noire c3 · cercle noir sur case blanche d3 · Tour noire sur case noire e3 · cercle noir sur case blanche f3 · cercle noir sur case noire g3 · cercle noir sur case blanche h3 · cercle noir sur case blanche e2 · cercle noir sur case noire e1 | cercle noir sur case blanche e8 · cercle noir sur case noire e7 · cercle noir sur case blanche e6 · cercle noir sur case noire e5 · cercle noir sur case blanche e4 · cercle noir sur case noire a3 · cercle noir sur case blanche b3 · cercle noir sur case noire c3 · cercle noir sur case blanche d3 · Tour noire sur case noire e3 · cercle noir sur case blanche f3 · cercle noir sur case noire g3 · cercle noir sur case blanche h3 · cercle noir sur case blanche e2 · cercle noir sur case noire e1 | cercle noir sur case blanche e8 · cercle noir sur case noire e7 · cercle noir sur case blanche e6 · cercle noir sur case noire e5 · cercle noir sur case blanche e4 · cercle noir sur case noire a3 · cercle noir sur case blanche b3 · cercle noir sur case noire c3 · cercle noir sur case blanche d3 · Tour noire sur case noire e3 · cercle noir sur case blanche f3 · cercle noir sur case noire g3 · cercle noir sur case blanche h3 · cercle noir sur case blanche e2 · cercle noir sur case noire e1 | cercle noir sur case blanche e8 · cercle noir sur case noire e7 · cercle noir sur case blanche e6 · cercle noir sur case noire e5 · cercle noir sur case blanche e4 · cercle noir sur case noire a3 · cercle noir sur case blanche b3 · cercle noir sur case noire c3 · cercle noir sur case blanche d3 · Tour noire sur case noire e3 · cercle noir sur case blanche f3 · cercle noir sur case noire g3 · cercle noir sur case blanche h3 · cercle noir sur case blanche e2 · cercle noir sur case noire e1 | cercle noir sur case blanche e8 · cercle noir sur case noire e7 · cercle noir sur case blanche e6 · cercle noir sur case noire e5 · cercle noir sur case blanche e4 · cercle noir sur case noire a3 · cercle noir sur case blanche b3 · cercle noir sur case noire c3 · cercle noir sur case blanche d3 · Tour noire sur case noire e3 · cercle noir sur case blanche f3 · cercle noir sur case noire g3 · cercle noir sur case blanche h3 · cercle noir sur case blanche e2 · cercle noir sur case noire e1 | cercle noir sur case blanche e8 · cercle noir sur case noire e7 · cercle noir sur case blanche e6 · cercle noir sur case noire e5 · cercle noir sur case blanche e4 · cercle noir sur case noire a3 · cercle noir sur case blanche b3 · cercle noir sur case noire c3 · cercle noir sur case blanche d3 · Tour noire sur case noire e3 · cercle noir sur case blanche f3 · cercle noir sur case noire g3 · cercle noir sur case blanche h3 · cercle noir sur case blanche e2 · cercle noir sur case noire e1 | cercle noir sur case blanche e8 · cercle noir sur case noire e7 · cercle noir sur case blanche e6 · cercle noir sur case noire e5 · cercle noir sur case blanche e4 · cercle noir sur case noire a3 · cercle noir sur case blanche b3 · cercle noir sur case noire c3 · cercle noir sur case blanche d3 · Tour noire sur case noire e3 · cercle noir sur case blanche f3 · cercle noir sur case noire g3 · cercle noir sur case blanche h3 · cercle noir sur case blanche e2 · cercle noir sur case noire e1 | cercle noir sur case blanche e8 · cercle noir sur case noire e7 · cercle noir sur case blanche e6 · cercle noir sur case noire e5 · cercle noir sur case blanche e4 · cercle noir sur case noire a3 · cercle noir sur case blanche b3 · cercle noir sur case noire c3 · cercle noir sur case blanche d3 · Tour noire sur case noire e3 · cercle noir sur case blanche f3 · cercle noir sur case noire g3 · cercle noir sur case blanche h3 · cercle noir sur case blanche e2 · cercle noir sur case noire e1 | 1 |
|   | a | b | c | d | e | f | g | h |   |

Le chameau (temee, тэмээ) : se déplace comme le fou dans la variante occidentale du jeu.
|   | a | b | c | d | e | f | g | h |   |
| 8 | cercle noir sur case noire a7 · cercle noir sur case noire b6 · cercle noir sur case noire h6 · cercle noir sur case noire c5 · cercle noir sur case noire g5 · cercle noir sur case noire d4 · cercle noir sur case noire f4 · Fou blanc sur case noire e3 · cercle noir sur case noire d2 · cercle noir sur case noire f2 · cercle noir sur case noire c1 · cercle noir sur case noire g1 | cercle noir sur case noire a7 · cercle noir sur case noire b6 · cercle noir sur case noire h6 · cercle noir sur case noire c5 · cercle noir sur case noire g5 · cercle noir sur case noire d4 · cercle noir sur case noire f4 · Fou blanc sur case noire e3 · cercle noir sur case noire d2 · cercle noir sur case noire f2 · cercle noir sur case noire c1 · cercle noir sur case noire g1 | cercle noir sur case noire a7 · cercle noir sur case noire b6 · cercle noir sur case noire h6 · cercle noir sur case noire c5 · cercle noir sur case noire g5 · cercle noir sur case noire d4 · cercle noir sur case noire f4 · Fou blanc sur case noire e3 · cercle noir sur case noire d2 · cercle noir sur case noire f2 · cercle noir sur case noire c1 · cercle noir sur case noire g1 | cercle noir sur case noire a7 · cercle noir sur case noire b6 · cercle noir sur case noire h6 · cercle noir sur case noire c5 · cercle noir sur case noire g5 · cercle noir sur case noire d4 · cercle noir sur case noire f4 · Fou blanc sur case noire e3 · cercle noir sur case noire d2 · cercle noir sur case noire f2 · cercle noir sur case noire c1 · cercle noir sur case noire g1 | cercle noir sur case noire a7 · cercle noir sur case noire b6 · cercle noir sur case noire h6 · cercle noir sur case noire c5 · cercle noir sur case noire g5 · cercle noir sur case noire d4 · cercle noir sur case noire f4 · Fou blanc sur case noire e3 · cercle noir sur case noire d2 · cercle noir sur case noire f2 · cercle noir sur case noire c1 · cercle noir sur case noire g1 | cercle noir sur case noire a7 · cercle noir sur case noire b6 · cercle noir sur case noire h6 · cercle noir sur case noire c5 · cercle noir sur case noire g5 · cercle noir sur case noire d4 · cercle noir sur case noire f4 · Fou blanc sur case noire e3 · cercle noir sur case noire d2 · cercle noir sur case noire f2 · cercle noir sur case noire c1 · cercle noir sur case noire g1 | cercle noir sur case noire a7 · cercle noir sur case noire b6 · cercle noir sur case noire h6 · cercle noir sur case noire c5 · cercle noir sur case noire g5 · cercle noir sur case noire d4 · cercle noir sur case noire f4 · Fou blanc sur case noire e3 · cercle noir sur case noire d2 · cercle noir sur case noire f2 · cercle noir sur case noire c1 · cercle noir sur case noire g1 | cercle noir sur case noire a7 · cercle noir sur case noire b6 · cercle noir sur case noire h6 · cercle noir sur case noire c5 · cercle noir sur case noire g5 · cercle noir sur case noire d4 · cercle noir sur case noire f4 · Fou blanc sur case noire e3 · cercle noir sur case noire d2 · cercle noir sur case noire f2 · cercle noir sur case noire c1 · cercle noir sur case noire g1 | 8 |
| 7 | cercle noir sur case noire a7 · cercle noir sur case noire b6 · cercle noir sur case noire h6 · cercle noir sur case noire c5 · cercle noir sur case noire g5 · cercle noir sur case noire d4 · cercle noir sur case noire f4 · Fou blanc sur case noire e3 · cercle noir sur case noire d2 · cercle noir sur case noire f2 · cercle noir sur case noire c1 · cercle noir sur case noire g1 | cercle noir sur case noire a7 · cercle noir sur case noire b6 · cercle noir sur case noire h6 · cercle noir sur case noire c5 · cercle noir sur case noire g5 · cercle noir sur case noire d4 · cercle noir sur case noire f4 · Fou blanc sur case noire e3 · cercle noir sur case noire d2 · cercle noir sur case noire f2 · cercle noir sur case noire c1 · cercle noir sur case noire g1 | cercle noir sur case noire a7 · cercle noir sur case noire b6 · cercle noir sur case noire h6 · cercle noir sur case noire c5 · cercle noir sur case noire g5 · cercle noir sur case noire d4 · cercle noir sur case noire f4 · Fou blanc sur case noire e3 · cercle noir sur case noire d2 · cercle noir sur case noire f2 · cercle noir sur case noire c1 · cercle noir sur case noire g1 | cercle noir sur case noire a7 · cercle noir sur case noire b6 · cercle noir sur case noire h6 · cercle noir sur case noire c5 · cercle noir sur case noire g5 · cercle noir sur case noire d4 · cercle noir sur case noire f4 · Fou blanc sur case noire e3 · cercle noir sur case noire d2 · cercle noir sur case noire f2 · cercle noir sur case noire c1 · cercle noir sur case noire g1 | cercle noir sur case noire a7 · cercle noir sur case noire b6 · cercle noir sur case noire h6 · cercle noir sur case noire c5 · cercle noir sur case noire g5 · cercle noir sur case noire d4 · cercle noir sur case noire f4 · Fou blanc sur case noire e3 · cercle noir sur case noire d2 · cercle noir sur case noire f2 · cercle noir sur case noire c1 · cercle noir sur case noire g1 | cercle noir sur case noire a7 · cercle noir sur case noire b6 · cercle noir sur case noire h6 · cercle noir sur case noire c5 · cercle noir sur case noire g5 · cercle noir sur case noire d4 · cercle noir sur case noire f4 · Fou blanc sur case noire e3 · cercle noir sur case noire d2 · cercle noir sur case noire f2 · cercle noir sur case noire c1 · cercle noir sur case noire g1 | cercle noir sur case noire a7 · cercle noir sur case noire b6 · cercle noir sur case noire h6 · cercle noir sur case noire c5 · cercle noir sur case noire g5 · cercle noir sur case noire d4 · cercle noir sur case noire f4 · Fou blanc sur case noire e3 · cercle noir sur case noire d2 · cercle noir sur case noire f2 · cercle noir sur case noire c1 · cercle noir sur case noire g1 | cercle noir sur case noire a7 · cercle noir sur case noire b6 · cercle noir sur case noire h6 · cercle noir sur case noire c5 · cercle noir sur case noire g5 · cercle noir sur case noire d4 · cercle noir sur case noire f4 · Fou blanc sur case noire e3 · cercle noir sur case noire d2 · cercle noir sur case noire f2 · cercle noir sur case noire c1 · cercle noir sur case noire g1 | 7 |
| 6 | cercle noir sur case noire a7 · cercle noir sur case noire b6 · cercle noir sur case noire h6 · cercle noir sur case noire c5 · cercle noir sur case noire g5 · cercle noir sur case noire d4 · cercle noir sur case noire f4 · Fou blanc sur case noire e3 · cercle noir sur case noire d2 · cercle noir sur case noire f2 · cercle noir sur case noire c1 · cercle noir sur case noire g1 | cercle noir sur case noire a7 · cercle noir sur case noire b6 · cercle noir sur case noire h6 · cercle noir sur case noire c5 · cercle noir sur case noire g5 · cercle noir sur case noire d4 · cercle noir sur case noire f4 · Fou blanc sur case noire e3 · cercle noir sur case noire d2 · cercle noir sur case noire f2 · cercle noir sur case noire c1 · cercle noir sur case noire g1 | cercle noir sur case noire a7 · cercle noir sur case noire b6 · cercle noir sur case noire h6 · cercle noir sur case noire c5 · cercle noir sur case noire g5 · cercle noir sur case noire d4 · cercle noir sur case noire f4 · Fou blanc sur case noire e3 · cercle noir sur case noire d2 · cercle noir sur case noire f2 · cercle noir sur case noire c1 · cercle noir sur case noire g1 | cercle noir sur case noire a7 · cercle noir sur case noire b6 · cercle noir sur case noire h6 · cercle noir sur case noire c5 · cercle noir sur case noire g5 · cercle noir sur case noire d4 · cercle noir sur case noire f4 · Fou blanc sur case noire e3 · cercle noir sur case noire d2 · cercle noir sur case noire f2 · cercle noir sur case noire c1 · cercle noir sur case noire g1 | cercle noir sur case noire a7 · cercle noir sur case noire b6 · cercle noir sur case noire h6 · cercle noir sur case noire c5 · cercle noir sur case noire g5 · cercle noir sur case noire d4 · cercle noir sur case noire f4 · Fou blanc sur case noire e3 · cercle noir sur case noire d2 · cercle noir sur case noire f2 · cercle noir sur case noire c1 · cercle noir sur case noire g1 | cercle noir sur case noire a7 · cercle noir sur case noire b6 · cercle noir sur case noire h6 · cercle noir sur case noire c5 · cercle noir sur case noire g5 · cercle noir sur case noire d4 · cercle noir sur case noire f4 · Fou blanc sur case noire e3 · cercle noir sur case noire d2 · cercle noir sur case noire f2 · cercle noir sur case noire c1 · cercle noir sur case noire g1 | cercle noir sur case noire a7 · cercle noir sur case noire b6 · cercle noir sur case noire h6 · cercle noir sur case noire c5 · cercle noir sur case noire g5 · cercle noir sur case noire d4 · cercle noir sur case noire f4 · Fou blanc sur case noire e3 · cercle noir sur case noire d2 · cercle noir sur case noire f2 · cercle noir sur case noire c1 · cercle noir sur case noire g1 | cercle noir sur case noire a7 · cercle noir sur case noire b6 · cercle noir sur case noire h6 · cercle noir sur case noire c5 · cercle noir sur case noire g5 · cercle noir sur case noire d4 · cercle noir sur case noire f4 · Fou blanc sur case noire e3 · cercle noir sur case noire d2 · cercle noir sur case noire f2 · cercle noir sur case noire c1 · cercle noir sur case noire g1 | 6 |
| 5 | cercle noir sur case noire a7 · cercle noir sur case noire b6 · cercle noir sur case noire h6 · cercle noir sur case noire c5 · cercle noir sur case noire g5 · cercle noir sur case noire d4 · cercle noir sur case noire f4 · Fou blanc sur case noire e3 · cercle noir sur case noire d2 · cercle noir sur case noire f2 · cercle noir sur case noire c1 · cercle noir sur case noire g1 | cercle noir sur case noire a7 · cercle noir sur case noire b6 · cercle noir sur case noire h6 · cercle noir sur case noire c5 · cercle noir sur case noire g5 · cercle noir sur case noire d4 · cercle noir sur case noire f4 · Fou blanc sur case noire e3 · cercle noir sur case noire d2 · cercle noir sur case noire f2 · cercle noir sur case noire c1 · cercle noir sur case noire g1 | cercle noir sur case noire a7 · cercle noir sur case noire b6 · cercle noir sur case noire h6 · cercle noir sur case noire c5 · cercle noir sur case noire g5 · cercle noir sur case noire d4 · cercle noir sur case noire f4 · Fou blanc sur case noire e3 · cercle noir sur case noire d2 · cercle noir sur case noire f2 · cercle noir sur case noire c1 · cercle noir sur case noire g1 | cercle noir sur case noire a7 · cercle noir sur case noire b6 · cercle noir sur case noire h6 · cercle noir sur case noire c5 · cercle noir sur case noire g5 · cercle noir sur case noire d4 · cercle noir sur case noire f4 · Fou blanc sur case noire e3 · cercle noir sur case noire d2 · cercle noir sur case noire f2 · cercle noir sur case noire c1 · cercle noir sur case noire g1 | cercle noir sur case noire a7 · cercle noir sur case noire b6 · cercle noir sur case noire h6 · cercle noir sur case noire c5 · cercle noir sur case noire g5 · cercle noir sur case noire d4 · cercle noir sur case noire f4 · Fou blanc sur case noire e3 · cercle noir sur case noire d2 · cercle noir sur case noire f2 · cercle noir sur case noire c1 · cercle noir sur case noire g1 | cercle noir sur case noire a7 · cercle noir sur case noire b6 · cercle noir sur case noire h6 · cercle noir sur case noire c5 · cercle noir sur case noire g5 · cercle noir sur case noire d4 · cercle noir sur case noire f4 · Fou blanc sur case noire e3 · cercle noir sur case noire d2 · cercle noir sur case noire f2 · cercle noir sur case noire c1 · cercle noir sur case noire g1 | cercle noir sur case noire a7 · cercle noir sur case noire b6 · cercle noir sur case noire h6 · cercle noir sur case noire c5 · cercle noir sur case noire g5 · cercle noir sur case noire d4 · cercle noir sur case noire f4 · Fou blanc sur case noire e3 · cercle noir sur case noire d2 · cercle noir sur case noire f2 · cercle noir sur case noire c1 · cercle noir sur case noire g1 | cercle noir sur case noire a7 · cercle noir sur case noire b6 · cercle noir sur case noire h6 · cercle noir sur case noire c5 · cercle noir sur case noire g5 · cercle noir sur case noire d4 · cercle noir sur case noire f4 · Fou blanc sur case noire e3 · cercle noir sur case noire d2 · cercle noir sur case noire f2 · cercle noir sur case noire c1 · cercle noir sur case noire g1 | 5 |
| 4 | cercle noir sur case noire a7 · cercle noir sur case noire b6 · cercle noir sur case noire h6 · cercle noir sur case noire c5 · cercle noir sur case noire g5 · cercle noir sur case noire d4 · cercle noir sur case noire f4 · Fou blanc sur case noire e3 · cercle noir sur case noire d2 · cercle noir sur case noire f2 · cercle noir sur case noire c1 · cercle noir sur case noire g1 | cercle noir sur case noire a7 · cercle noir sur case noire b6 · cercle noir sur case noire h6 · cercle noir sur case noire c5 · cercle noir sur case noire g5 · cercle noir sur case noire d4 · cercle noir sur case noire f4 · Fou blanc sur case noire e3 · cercle noir sur case noire d2 · cercle noir sur case noire f2 · cercle noir sur case noire c1 · cercle noir sur case noire g1 | cercle noir sur case noire a7 · cercle noir sur case noire b6 · cercle noir sur case noire h6 · cercle noir sur case noire c5 · cercle noir sur case noire g5 · cercle noir sur case noire d4 · cercle noir sur case noire f4 · Fou blanc sur case noire e3 · cercle noir sur case noire d2 · cercle noir sur case noire f2 · cercle noir sur case noire c1 · cercle noir sur case noire g1 | cercle noir sur case noire a7 · cercle noir sur case noire b6 · cercle noir sur case noire h6 · cercle noir sur case noire c5 · cercle noir sur case noire g5 · cercle noir sur case noire d4 · cercle noir sur case noire f4 · Fou blanc sur case noire e3 · cercle noir sur case noire d2 · cercle noir sur case noire f2 · cercle noir sur case noire c1 · cercle noir sur case noire g1 | cercle noir sur case noire a7 · cercle noir sur case noire b6 · cercle noir sur case noire h6 · cercle noir sur case noire c5 · cercle noir sur case noire g5 · cercle noir sur case noire d4 · cercle noir sur case noire f4 · Fou blanc sur case noire e3 · cercle noir sur case noire d2 · cercle noir sur case noire f2 · cercle noir sur case noire c1 · cercle noir sur case noire g1 | cercle noir sur case noire a7 · cercle noir sur case noire b6 · cercle noir sur case noire h6 · cercle noir sur case noire c5 · cercle noir sur case noire g5 · cercle noir sur case noire d4 · cercle noir sur case noire f4 · Fou blanc sur case noire e3 · cercle noir sur case noire d2 · cercle noir sur case noire f2 · cercle noir sur case noire c1 · cercle noir sur case noire g1 | cercle noir sur case noire a7 · cercle noir sur case noire b6 · cercle noir sur case noire h6 · cercle noir sur case noire c5 · cercle noir sur case noire g5 · cercle noir sur case noire d4 · cercle noir sur case noire f4 · Fou blanc sur case noire e3 · cercle noir sur case noire d2 · cercle noir sur case noire f2 · cercle noir sur case noire c1 · cercle noir sur case noire g1 | cercle noir sur case noire a7 · cercle noir sur case noire b6 · cercle noir sur case noire h6 · cercle noir sur case noire c5 · cercle noir sur case noire g5 · cercle noir sur case noire d4 · cercle noir sur case noire f4 · Fou blanc sur case noire e3 · cercle noir sur case noire d2 · cercle noir sur case noire f2 · cercle noir sur case noire c1 · cercle noir sur case noire g1 | 4 |
| 3 | cercle noir sur case noire a7 · cercle noir sur case noire b6 · cercle noir sur case noire h6 · cercle noir sur case noire c5 · cercle noir sur case noire g5 · cercle noir sur case noire d4 · cercle noir sur case noire f4 · Fou blanc sur case noire e3 · cercle noir sur case noire d2 · cercle noir sur case noire f2 · cercle noir sur case noire c1 · cercle noir sur case noire g1 | cercle noir sur case noire a7 · cercle noir sur case noire b6 · cercle noir sur case noire h6 · cercle noir sur case noire c5 · cercle noir sur case noire g5 · cercle noir sur case noire d4 · cercle noir sur case noire f4 · Fou blanc sur case noire e3 · cercle noir sur case noire d2 · cercle noir sur case noire f2 · cercle noir sur case noire c1 · cercle noir sur case noire g1 | cercle noir sur case noire a7 · cercle noir sur case noire b6 · cercle noir sur case noire h6 · cercle noir sur case noire c5 · cercle noir sur case noire g5 · cercle noir sur case noire d4 · cercle noir sur case noire f4 · Fou blanc sur case noire e3 · cercle noir sur case noire d2 · cercle noir sur case noire f2 · cercle noir sur case noire c1 · cercle noir sur case noire g1 | cercle noir sur case noire a7 · cercle noir sur case noire b6 · cercle noir sur case noire h6 · cercle noir sur case noire c5 · cercle noir sur case noire g5 · cercle noir sur case noire d4 · cercle noir sur case noire f4 · Fou blanc sur case noire e3 · cercle noir sur case noire d2 · cercle noir sur case noire f2 · cercle noir sur case noire c1 · cercle noir sur case noire g1 | cercle noir sur case noire a7 · cercle noir sur case noire b6 · cercle noir sur case noire h6 · cercle noir sur case noire c5 · cercle noir sur case noire g5 · cercle noir sur case noire d4 · cercle noir sur case noire f4 · Fou blanc sur case noire e3 · cercle noir sur case noire d2 · cercle noir sur case noire f2 · cercle noir sur case noire c1 · cercle noir sur case noire g1 | cercle noir sur case noire a7 · cercle noir sur case noire b6 · cercle noir sur case noire h6 · cercle noir sur case noire c5 · cercle noir sur case noire g5 · cercle noir sur case noire d4 · cercle noir sur case noire f4 · Fou blanc sur case noire e3 · cercle noir sur case noire d2 · cercle noir sur case noire f2 · cercle noir sur case noire c1 · cercle noir sur case noire g1 | cercle noir sur case noire a7 · cercle noir sur case noire b6 · cercle noir sur case noire h6 · cercle noir sur case noire c5 · cercle noir sur case noire g5 · cercle noir sur case noire d4 · cercle noir sur case noire f4 · Fou blanc sur case noire e3 · cercle noir sur case noire d2 · cercle noir sur case noire f2 · cercle noir sur case noire c1 · cercle noir sur case noire g1 | cercle noir sur case noire a7 · cercle noir sur case noire b6 · cercle noir sur case noire h6 · cercle noir sur case noire c5 · cercle noir sur case noire g5 · cercle noir sur case noire d4 · cercle noir sur case noire f4 · Fou blanc sur case noire e3 · cercle noir sur case noire d2 · cercle noir sur case noire f2 · cercle noir sur case noire c1 · cercle noir sur case noire g1 | 3 |
| 2 | cercle noir sur case noire a7 · cercle noir sur case noire b6 · cercle noir sur case noire h6 · cercle noir sur case noire c5 · cercle noir sur case noire g5 · cercle noir sur case noire d4 · cercle noir sur case noire f4 · Fou blanc sur case noire e3 · cercle noir sur case noire d2 · cercle noir sur case noire f2 · cercle noir sur case noire c1 · cercle noir sur case noire g1 | cercle noir sur case noire a7 · cercle noir sur case noire b6 · cercle noir sur case noire h6 · cercle noir sur case noire c5 · cercle noir sur case noire g5 · cercle noir sur case noire d4 · cercle noir sur case noire f4 · Fou blanc sur case noire e3 · cercle noir sur case noire d2 · cercle noir sur case noire f2 · cercle noir sur case noire c1 · cercle noir sur case noire g1 | cercle noir sur case noire a7 · cercle noir sur case noire b6 · cercle noir sur case noire h6 · cercle noir sur case noire c5 · cercle noir sur case noire g5 · cercle noir sur case noire d4 · cercle noir sur case noire f4 · Fou blanc sur case noire e3 · cercle noir sur case noire d2 · cercle noir sur case noire f2 · cercle noir sur case noire c1 · cercle noir sur case noire g1 | cercle noir sur case noire a7 · cercle noir sur case noire b6 · cercle noir sur case noire h6 · cercle noir sur case noire c5 · cercle noir sur case noire g5 · cercle noir sur case noire d4 · cercle noir sur case noire f4 · Fou blanc sur case noire e3 · cercle noir sur case noire d2 · cercle noir sur case noire f2 · cercle noir sur case noire c1 · cercle noir sur case noire g1 | cercle noir sur case noire a7 · cercle noir sur case noire b6 · cercle noir sur case noire h6 · cercle noir sur case noire c5 · cercle noir sur case noire g5 · cercle noir sur case noire d4 · cercle noir sur case noire f4 · Fou blanc sur case noire e3 · cercle noir sur case noire d2 · cercle noir sur case noire f2 · cercle noir sur case noire c1 · cercle noir sur case noire g1 | cercle noir sur case noire a7 · cercle noir sur case noire b6 · cercle noir sur case noire h6 · cercle noir sur case noire c5 · cercle noir sur case noire g5 · cercle noir sur case noire d4 · cercle noir sur case noire f4 · Fou blanc sur case noire e3 · cercle noir sur case noire d2 · cercle noir sur case noire f2 · cercle noir sur case noire c1 · cercle noir sur case noire g1 | cercle noir sur case noire a7 · cercle noir sur case noire b6 · cercle noir sur case noire h6 · cercle noir sur case noire c5 · cercle noir sur case noire g5 · cercle noir sur case noire d4 · cercle noir sur case noire f4 · Fou blanc sur case noire e3 · cercle noir sur case noire d2 · cercle noir sur case noire f2 · cercle noir sur case noire c1 · cercle noir sur case noire g1 | cercle noir sur case noire a7 · cercle noir sur case noire b6 · cercle noir sur case noire h6 · cercle noir sur case noire c5 · cercle noir sur case noire g5 · cercle noir sur case noire d4 · cercle noir sur case noire f4 · Fou blanc sur case noire e3 · cercle noir sur case noire d2 · cercle noir sur case noire f2 · cercle noir sur case noire c1 · cercle noir sur case noire g1 | 2 |
| 1 | cercle noir sur case noire a7 · cercle noir sur case noire b6 · cercle noir sur case noire h6 · cercle noir sur case noire c5 · cercle noir sur case noire g5 · cercle noir sur case noire d4 · cercle noir sur case noire f4 · Fou blanc sur case noire e3 · cercle noir sur case noire d2 · cercle noir sur case noire f2 · cercle noir sur case noire c1 · cercle noir sur case noire g1 | cercle noir sur case noire a7 · cercle noir sur case noire b6 · cercle noir sur case noire h6 · cercle noir sur case noire c5 · cercle noir sur case noire g5 · cercle noir sur case noire d4 · cercle noir sur case noire f4 · Fou blanc sur case noire e3 · cercle noir sur case noire d2 · cercle noir sur case noire f2 · cercle noir sur case noire c1 · cercle noir sur case noire g1 | cercle noir sur case noire a7 · cercle noir sur case noire b6 · cercle noir sur case noire h6 · cercle noir sur case noire c5 · cercle noir sur case noire g5 · cercle noir sur case noire d4 · cercle noir sur case noire f4 · Fou blanc sur case noire e3 · cercle noir sur case noire d2 · cercle noir sur case noire f2 · cercle noir sur case noire c1 · cercle noir sur case noire g1 | cercle noir sur case noire a7 · cercle noir sur case noire b6 · cercle noir sur case noire h6 · cercle noir sur case noire c5 · cercle noir sur case noire g5 · cercle noir sur case noire d4 · cercle noir sur case noire f4 · Fou blanc sur case noire e3 · cercle noir sur case noire d2 · cercle noir sur case noire f2 · cercle noir sur case noire c1 · cercle noir sur case noire g1 | cercle noir sur case noire a7 · cercle noir sur case noire b6 · cercle noir sur case noire h6 · cercle noir sur case noire c5 · cercle noir sur case noire g5 · cercle noir sur case noire d4 · cercle noir sur case noire f4 · Fou blanc sur case noire e3 · cercle noir sur case noire d2 · cercle noir sur case noire f2 · cercle noir sur case noire c1 · cercle noir sur case noire g1 | cercle noir sur case noire a7 · cercle noir sur case noire b6 · cercle noir sur case noire h6 · cercle noir sur case noire c5 · cercle noir sur case noire g5 · cercle noir sur case noire d4 · cercle noir sur case noire f4 · Fou blanc sur case noire e3 · cercle noir sur case noire d2 · cercle noir sur case noire f2 · cercle noir sur case noire c1 · cercle noir sur case noire g1 | cercle noir sur case noire a7 · cercle noir sur case noire b6 · cercle noir sur case noire h6 · cercle noir sur case noire c5 · cercle noir sur case noire g5 · cercle noir sur case noire d4 · cercle noir sur case noire f4 · Fou blanc sur case noire e3 · cercle noir sur case noire d2 · cercle noir sur case noire f2 · cercle noir sur case noire c1 · cercle noir sur case noire g1 | cercle noir sur case noire a7 · cercle noir sur case noire b6 · cercle noir sur case noire h6 · cercle noir sur case noire c5 · cercle noir sur case noire g5 · cercle noir sur case noire d4 · cercle noir sur case noire f4 · Fou blanc sur case noire e3 · cercle noir sur case noire d2 · cercle noir sur case noire f2 · cercle noir sur case noire c1 · cercle noir sur case noire g1 | 1 |
|   | a | b | c | d | e | f | g | h |   |

Le cheval (mori, морь / ᠮᠣᠷᠢ) : se déplace comme le cavalier.
|   | a | b | c | d | e | f | g | h |   |
| 8 | cercle noir sur case noire b6 · cercle noir sur case noire d6 · cercle noir sur case noire a5 · cercle noir sur case noire e5 · Cavalier blanc sur case blanche c4 · cercle noir sur case noire a3 · cercle noir sur case noire e3 · cercle noir sur case noire b2 · cercle noir sur case noire d2 | cercle noir sur case noire b6 · cercle noir sur case noire d6 · cercle noir sur case noire a5 · cercle noir sur case noire e5 · Cavalier blanc sur case blanche c4 · cercle noir sur case noire a3 · cercle noir sur case noire e3 · cercle noir sur case noire b2 · cercle noir sur case noire d2 | cercle noir sur case noire b6 · cercle noir sur case noire d6 · cercle noir sur case noire a5 · cercle noir sur case noire e5 · Cavalier blanc sur case blanche c4 · cercle noir sur case noire a3 · cercle noir sur case noire e3 · cercle noir sur case noire b2 · cercle noir sur case noire d2 | cercle noir sur case noire b6 · cercle noir sur case noire d6 · cercle noir sur case noire a5 · cercle noir sur case noire e5 · Cavalier blanc sur case blanche c4 · cercle noir sur case noire a3 · cercle noir sur case noire e3 · cercle noir sur case noire b2 · cercle noir sur case noire d2 | cercle noir sur case noire b6 · cercle noir sur case noire d6 · cercle noir sur case noire a5 · cercle noir sur case noire e5 · Cavalier blanc sur case blanche c4 · cercle noir sur case noire a3 · cercle noir sur case noire e3 · cercle noir sur case noire b2 · cercle noir sur case noire d2 | cercle noir sur case noire b6 · cercle noir sur case noire d6 · cercle noir sur case noire a5 · cercle noir sur case noire e5 · Cavalier blanc sur case blanche c4 · cercle noir sur case noire a3 · cercle noir sur case noire e3 · cercle noir sur case noire b2 · cercle noir sur case noire d2 | cercle noir sur case noire b6 · cercle noir sur case noire d6 · cercle noir sur case noire a5 · cercle noir sur case noire e5 · Cavalier blanc sur case blanche c4 · cercle noir sur case noire a3 · cercle noir sur case noire e3 · cercle noir sur case noire b2 · cercle noir sur case noire d2 | cercle noir sur case noire b6 · cercle noir sur case noire d6 · cercle noir sur case noire a5 · cercle noir sur case noire e5 · Cavalier blanc sur case blanche c4 · cercle noir sur case noire a3 · cercle noir sur case noire e3 · cercle noir sur case noire b2 · cercle noir sur case noire d2 | 8 |
| 7 | cercle noir sur case noire b6 · cercle noir sur case noire d6 · cercle noir sur case noire a5 · cercle noir sur case noire e5 · Cavalier blanc sur case blanche c4 · cercle noir sur case noire a3 · cercle noir sur case noire e3 · cercle noir sur case noire b2 · cercle noir sur case noire d2 | cercle noir sur case noire b6 · cercle noir sur case noire d6 · cercle noir sur case noire a5 · cercle noir sur case noire e5 · Cavalier blanc sur case blanche c4 · cercle noir sur case noire a3 · cercle noir sur case noire e3 · cercle noir sur case noire b2 · cercle noir sur case noire d2 | cercle noir sur case noire b6 · cercle noir sur case noire d6 · cercle noir sur case noire a5 · cercle noir sur case noire e5 · Cavalier blanc sur case blanche c4 · cercle noir sur case noire a3 · cercle noir sur case noire e3 · cercle noir sur case noire b2 · cercle noir sur case noire d2 | cercle noir sur case noire b6 · cercle noir sur case noire d6 · cercle noir sur case noire a5 · cercle noir sur case noire e5 · Cavalier blanc sur case blanche c4 · cercle noir sur case noire a3 · cercle noir sur case noire e3 · cercle noir sur case noire b2 · cercle noir sur case noire d2 | cercle noir sur case noire b6 · cercle noir sur case noire d6 · cercle noir sur case noire a5 · cercle noir sur case noire e5 · Cavalier blanc sur case blanche c4 · cercle noir sur case noire a3 · cercle noir sur case noire e3 · cercle noir sur case noire b2 · cercle noir sur case noire d2 | cercle noir sur case noire b6 · cercle noir sur case noire d6 · cercle noir sur case noire a5 · cercle noir sur case noire e5 · Cavalier blanc sur case blanche c4 · cercle noir sur case noire a3 · cercle noir sur case noire e3 · cercle noir sur case noire b2 · cercle noir sur case noire d2 | cercle noir sur case noire b6 · cercle noir sur case noire d6 · cercle noir sur case noire a5 · cercle noir sur case noire e5 · Cavalier blanc sur case blanche c4 · cercle noir sur case noire a3 · cercle noir sur case noire e3 · cercle noir sur case noire b2 · cercle noir sur case noire d2 | cercle noir sur case noire b6 · cercle noir sur case noire d6 · cercle noir sur case noire a5 · cercle noir sur case noire e5 · Cavalier blanc sur case blanche c4 · cercle noir sur case noire a3 · cercle noir sur case noire e3 · cercle noir sur case noire b2 · cercle noir sur case noire d2 | 7 |
| 6 | cercle noir sur case noire b6 · cercle noir sur case noire d6 · cercle noir sur case noire a5 · cercle noir sur case noire e5 · Cavalier blanc sur case blanche c4 · cercle noir sur case noire a3 · cercle noir sur case noire e3 · cercle noir sur case noire b2 · cercle noir sur case noire d2 | cercle noir sur case noire b6 · cercle noir sur case noire d6 · cercle noir sur case noire a5 · cercle noir sur case noire e5 · Cavalier blanc sur case blanche c4 · cercle noir sur case noire a3 · cercle noir sur case noire e3 · cercle noir sur case noire b2 · cercle noir sur case noire d2 | cercle noir sur case noire b6 · cercle noir sur case noire d6 · cercle noir sur case noire a5 · cercle noir sur case noire e5 · Cavalier blanc sur case blanche c4 · cercle noir sur case noire a3 · cercle noir sur case noire e3 · cercle noir sur case noire b2 · cercle noir sur case noire d2 | cercle noir sur case noire b6 · cercle noir sur case noire d6 · cercle noir sur case noire a5 · cercle noir sur case noire e5 · Cavalier blanc sur case blanche c4 · cercle noir sur case noire a3 · cercle noir sur case noire e3 · cercle noir sur case noire b2 · cercle noir sur case noire d2 | cercle noir sur case noire b6 · cercle noir sur case noire d6 · cercle noir sur case noire a5 · cercle noir sur case noire e5 · Cavalier blanc sur case blanche c4 · cercle noir sur case noire a3 · cercle noir sur case noire e3 · cercle noir sur case noire b2 · cercle noir sur case noire d2 | cercle noir sur case noire b6 · cercle noir sur case noire d6 · cercle noir sur case noire a5 · cercle noir sur case noire e5 · Cavalier blanc sur case blanche c4 · cercle noir sur case noire a3 · cercle noir sur case noire e3 · cercle noir sur case noire b2 · cercle noir sur case noire d2 | cercle noir sur case noire b6 · cercle noir sur case noire d6 · cercle noir sur case noire a5 · cercle noir sur case noire e5 · Cavalier blanc sur case blanche c4 · cercle noir sur case noire a3 · cercle noir sur case noire e3 · cercle noir sur case noire b2 · cercle noir sur case noire d2 | cercle noir sur case noire b6 · cercle noir sur case noire d6 · cercle noir sur case noire a5 · cercle noir sur case noire e5 · Cavalier blanc sur case blanche c4 · cercle noir sur case noire a3 · cercle noir sur case noire e3 · cercle noir sur case noire b2 · cercle noir sur case noire d2 | 6 |
| 5 | cercle noir sur case noire b6 · cercle noir sur case noire d6 · cercle noir sur case noire a5 · cercle noir sur case noire e5 · Cavalier blanc sur case blanche c4 · cercle noir sur case noire a3 · cercle noir sur case noire e3 · cercle noir sur case noire b2 · cercle noir sur case noire d2 | cercle noir sur case noire b6 · cercle noir sur case noire d6 · cercle noir sur case noire a5 · cercle noir sur case noire e5 · Cavalier blanc sur case blanche c4 · cercle noir sur case noire a3 · cercle noir sur case noire e3 · cercle noir sur case noire b2 · cercle noir sur case noire d2 | cercle noir sur case noire b6 · cercle noir sur case noire d6 · cercle noir sur case noire a5 · cercle noir sur case noire e5 · Cavalier blanc sur case blanche c4 · cercle noir sur case noire a3 · cercle noir sur case noire e3 · cercle noir sur case noire b2 · cercle noir sur case noire d2 | cercle noir sur case noire b6 · cercle noir sur case noire d6 · cercle noir sur case noire a5 · cercle noir sur case noire e5 · Cavalier blanc sur case blanche c4 · cercle noir sur case noire a3 · cercle noir sur case noire e3 · cercle noir sur case noire b2 · cercle noir sur case noire d2 | cercle noir sur case noire b6 · cercle noir sur case noire d6 · cercle noir sur case noire a5 · cercle noir sur case noire e5 · Cavalier blanc sur case blanche c4 · cercle noir sur case noire a3 · cercle noir sur case noire e3 · cercle noir sur case noire b2 · cercle noir sur case noire d2 | cercle noir sur case noire b6 · cercle noir sur case noire d6 · cercle noir sur case noire a5 · cercle noir sur case noire e5 · Cavalier blanc sur case blanche c4 · cercle noir sur case noire a3 · cercle noir sur case noire e3 · cercle noir sur case noire b2 · cercle noir sur case noire d2 | cercle noir sur case noire b6 · cercle noir sur case noire d6 · cercle noir sur case noire a5 · cercle noir sur case noire e5 · Cavalier blanc sur case blanche c4 · cercle noir sur case noire a3 · cercle noir sur case noire e3 · cercle noir sur case noire b2 · cercle noir sur case noire d2 | cercle noir sur case noire b6 · cercle noir sur case noire d6 · cercle noir sur case noire a5 · cercle noir sur case noire e5 · Cavalier blanc sur case blanche c4 · cercle noir sur case noire a3 · cercle noir sur case noire e3 · cercle noir sur case noire b2 · cercle noir sur case noire d2 | 5 |
| 4 | cercle noir sur case noire b6 · cercle noir sur case noire d6 · cercle noir sur case noire a5 · cercle noir sur case noire e5 · Cavalier blanc sur case blanche c4 · cercle noir sur case noire a3 · cercle noir sur case noire e3 · cercle noir sur case noire b2 · cercle noir sur case noire d2 | cercle noir sur case noire b6 · cercle noir sur case noire d6 · cercle noir sur case noire a5 · cercle noir sur case noire e5 · Cavalier blanc sur case blanche c4 · cercle noir sur case noire a3 · cercle noir sur case noire e3 · cercle noir sur case noire b2 · cercle noir sur case noire d2 | cercle noir sur case noire b6 · cercle noir sur case noire d6 · cercle noir sur case noire a5 · cercle noir sur case noire e5 · Cavalier blanc sur case blanche c4 · cercle noir sur case noire a3 · cercle noir sur case noire e3 · cercle noir sur case noire b2 · cercle noir sur case noire d2 | cercle noir sur case noire b6 · cercle noir sur case noire d6 · cercle noir sur case noire a5 · cercle noir sur case noire e5 · Cavalier blanc sur case blanche c4 · cercle noir sur case noire a3 · cercle noir sur case noire e3 · cercle noir sur case noire b2 · cercle noir sur case noire d2 | cercle noir sur case noire b6 · cercle noir sur case noire d6 · cercle noir sur case noire a5 · cercle noir sur case noire e5 · Cavalier blanc sur case blanche c4 · cercle noir sur case noire a3 · cercle noir sur case noire e3 · cercle noir sur case noire b2 · cercle noir sur case noire d2 | cercle noir sur case noire b6 · cercle noir sur case noire d6 · cercle noir sur case noire a5 · cercle noir sur case noire e5 · Cavalier blanc sur case blanche c4 · cercle noir sur case noire a3 · cercle noir sur case noire e3 · cercle noir sur case noire b2 · cercle noir sur case noire d2 | cercle noir sur case noire b6 · cercle noir sur case noire d6 · cercle noir sur case noire a5 · cercle noir sur case noire e5 · Cavalier blanc sur case blanche c4 · cercle noir sur case noire a3 · cercle noir sur case noire e3 · cercle noir sur case noire b2 · cercle noir sur case noire d2 | cercle noir sur case noire b6 · cercle noir sur case noire d6 · cercle noir sur case noire a5 · cercle noir sur case noire e5 · Cavalier blanc sur case blanche c4 · cercle noir sur case noire a3 · cercle noir sur case noire e3 · cercle noir sur case noire b2 · cercle noir sur case noire d2 | 4 |
| 3 | cercle noir sur case noire b6 · cercle noir sur case noire d6 · cercle noir sur case noire a5 · cercle noir sur case noire e5 · Cavalier blanc sur case blanche c4 · cercle noir sur case noire a3 · cercle noir sur case noire e3 · cercle noir sur case noire b2 · cercle noir sur case noire d2 | cercle noir sur case noire b6 · cercle noir sur case noire d6 · cercle noir sur case noire a5 · cercle noir sur case noire e5 · Cavalier blanc sur case blanche c4 · cercle noir sur case noire a3 · cercle noir sur case noire e3 · cercle noir sur case noire b2 · cercle noir sur case noire d2 | cercle noir sur case noire b6 · cercle noir sur case noire d6 · cercle noir sur case noire a5 · cercle noir sur case noire e5 · Cavalier blanc sur case blanche c4 · cercle noir sur case noire a3 · cercle noir sur case noire e3 · cercle noir sur case noire b2 · cercle noir sur case noire d2 | cercle noir sur case noire b6 · cercle noir sur case noire d6 · cercle noir sur case noire a5 · cercle noir sur case noire e5 · Cavalier blanc sur case blanche c4 · cercle noir sur case noire a3 · cercle noir sur case noire e3 · cercle noir sur case noire b2 · cercle noir sur case noire d2 | cercle noir sur case noire b6 · cercle noir sur case noire d6 · cercle noir sur case noire a5 · cercle noir sur case noire e5 · Cavalier blanc sur case blanche c4 · cercle noir sur case noire a3 · cercle noir sur case noire e3 · cercle noir sur case noire b2 · cercle noir sur case noire d2 | cercle noir sur case noire b6 · cercle noir sur case noire d6 · cercle noir sur case noire a5 · cercle noir sur case noire e5 · Cavalier blanc sur case blanche c4 · cercle noir sur case noire a3 · cercle noir sur case noire e3 · cercle noir sur case noire b2 · cercle noir sur case noire d2 | cercle noir sur case noire b6 · cercle noir sur case noire d6 · cercle noir sur case noire a5 · cercle noir sur case noire e5 · Cavalier blanc sur case blanche c4 · cercle noir sur case noire a3 · cercle noir sur case noire e3 · cercle noir sur case noire b2 · cercle noir sur case noire d2 | cercle noir sur case noire b6 · cercle noir sur case noire d6 · cercle noir sur case noire a5 · cercle noir sur case noire e5 · Cavalier blanc sur case blanche c4 · cercle noir sur case noire a3 · cercle noir sur case noire e3 · cercle noir sur case noire b2 · cercle noir sur case noire d2 | 3 |
| 2 | cercle noir sur case noire b6 · cercle noir sur case noire d6 · cercle noir sur case noire a5 · cercle noir sur case noire e5 · Cavalier blanc sur case blanche c4 · cercle noir sur case noire a3 · cercle noir sur case noire e3 · cercle noir sur case noire b2 · cercle noir sur case noire d2 | cercle noir sur case noire b6 · cercle noir sur case noire d6 · cercle noir sur case noire a5 · cercle noir sur case noire e5 · Cavalier blanc sur case blanche c4 · cercle noir sur case noire a3 · cercle noir sur case noire e3 · cercle noir sur case noire b2 · cercle noir sur case noire d2 | cercle noir sur case noire b6 · cercle noir sur case noire d6 · cercle noir sur case noire a5 · cercle noir sur case noire e5 · Cavalier blanc sur case blanche c4 · cercle noir sur case noire a3 · cercle noir sur case noire e3 · cercle noir sur case noire b2 · cercle noir sur case noire d2 | cercle noir sur case noire b6 · cercle noir sur case noire d6 · cercle noir sur case noire a5 · cercle noir sur case noire e5 · Cavalier blanc sur case blanche c4 · cercle noir sur case noire a3 · cercle noir sur case noire e3 · cercle noir sur case noire b2 · cercle noir sur case noire d2 | cercle noir sur case noire b6 · cercle noir sur case noire d6 · cercle noir sur case noire a5 · cercle noir sur case noire e5 · Cavalier blanc sur case blanche c4 · cercle noir sur case noire a3 · cercle noir sur case noire e3 · cercle noir sur case noire b2 · cercle noir sur case noire d2 | cercle noir sur case noire b6 · cercle noir sur case noire d6 · cercle noir sur case noire a5 · cercle noir sur case noire e5 · Cavalier blanc sur case blanche c4 · cercle noir sur case noire a3 · cercle noir sur case noire e3 · cercle noir sur case noire b2 · cercle noir sur case noire d2 | cercle noir sur case noire b6 · cercle noir sur case noire d6 · cercle noir sur case noire a5 · cercle noir sur case noire e5 · Cavalier blanc sur case blanche c4 · cercle noir sur case noire a3 · cercle noir sur case noire e3 · cercle noir sur case noire b2 · cercle noir sur case noire d2 | cercle noir sur case noire b6 · cercle noir sur case noire d6 · cercle noir sur case noire a5 · cercle noir sur case noire e5 · Cavalier blanc sur case blanche c4 · cercle noir sur case noire a3 · cercle noir sur case noire e3 · cercle noir sur case noire b2 · cercle noir sur case noire d2 | 2 |
| 1 | cercle noir sur case noire b6 · cercle noir sur case noire d6 · cercle noir sur case noire a5 · cercle noir sur case noire e5 · Cavalier blanc sur case blanche c4 · cercle noir sur case noire a3 · cercle noir sur case noire e3 · cercle noir sur case noire b2 · cercle noir sur case noire d2 | cercle noir sur case noire b6 · cercle noir sur case noire d6 · cercle noir sur case noire a5 · cercle noir sur case noire e5 · Cavalier blanc sur case blanche c4 · cercle noir sur case noire a3 · cercle noir sur case noire e3 · cercle noir sur case noire b2 · cercle noir sur case noire d2 | cercle noir sur case noire b6 · cercle noir sur case noire d6 · cercle noir sur case noire a5 · cercle noir sur case noire e5 · Cavalier blanc sur case blanche c4 · cercle noir sur case noire a3 · cercle noir sur case noire e3 · cercle noir sur case noire b2 · cercle noir sur case noire d2 | cercle noir sur case noire b6 · cercle noir sur case noire d6 · cercle noir sur case noire a5 · cercle noir sur case noire e5 · Cavalier blanc sur case blanche c4 · cercle noir sur case noire a3 · cercle noir sur case noire e3 · cercle noir sur case noire b2 · cercle noir sur case noire d2 | cercle noir sur case noire b6 · cercle noir sur case noire d6 · cercle noir sur case noire a5 · cercle noir sur case noire e5 · Cavalier blanc sur case blanche c4 · cercle noir sur case noire a3 · cercle noir sur case noire e3 · cercle noir sur case noire b2 · cercle noir sur case noire d2 | cercle noir sur case noire b6 · cercle noir sur case noire d6 · cercle noir sur case noire a5 · cercle noir sur case noire e5 · Cavalier blanc sur case blanche c4 · cercle noir sur case noire a3 · cercle noir sur case noire e3 · cercle noir sur case noire b2 · cercle noir sur case noire d2 | cercle noir sur case noire b6 · cercle noir sur case noire d6 · cercle noir sur case noire a5 · cercle noir sur case noire e5 · Cavalier blanc sur case blanche c4 · cercle noir sur case noire a3 · cercle noir sur case noire e3 · cercle noir sur case noire b2 · cercle noir sur case noire d2 | cercle noir sur case noire b6 · cercle noir sur case noire d6 · cercle noir sur case noire a5 · cercle noir sur case noire e5 · Cavalier blanc sur case blanche c4 · cercle noir sur case noire a3 · cercle noir sur case noire e3 · cercle noir sur case noire b2 · cercle noir sur case noire d2 | 1 |
|   | a | b | c | d | e | f | g | h |   |

L'enfant (xüü, хүү) : se déplace comme le pion occidental à l'exception de la capture en passant. Lorsqu'il atteint la dernière rangée, il est promu en reine (Bers).
|   | a | b | c | d | e | f | g | h |   |
| 8 | Pion noir sur case noire d4 · Pion noir sur case noire h4 · croix noire sur case noire c3 · croix noire sur case noire e3 · cercle noir sur case blanche h3 | Pion noir sur case noire d4 · Pion noir sur case noire h4 · croix noire sur case noire c3 · croix noire sur case noire e3 · cercle noir sur case blanche h3 | Pion noir sur case noire d4 · Pion noir sur case noire h4 · croix noire sur case noire c3 · croix noire sur case noire e3 · cercle noir sur case blanche h3 | Pion noir sur case noire d4 · Pion noir sur case noire h4 · croix noire sur case noire c3 · croix noire sur case noire e3 · cercle noir sur case blanche h3 | Pion noir sur case noire d4 · Pion noir sur case noire h4 · croix noire sur case noire c3 · croix noire sur case noire e3 · cercle noir sur case blanche h3 | Pion noir sur case noire d4 · Pion noir sur case noire h4 · croix noire sur case noire c3 · croix noire sur case noire e3 · cercle noir sur case blanche h3 | Pion noir sur case noire d4 · Pion noir sur case noire h4 · croix noire sur case noire c3 · croix noire sur case noire e3 · cercle noir sur case blanche h3 | Pion noir sur case noire d4 · Pion noir sur case noire h4 · croix noire sur case noire c3 · croix noire sur case noire e3 · cercle noir sur case blanche h3 | 8 |
| 7 | Pion noir sur case noire d4 · Pion noir sur case noire h4 · croix noire sur case noire c3 · croix noire sur case noire e3 · cercle noir sur case blanche h3 | Pion noir sur case noire d4 · Pion noir sur case noire h4 · croix noire sur case noire c3 · croix noire sur case noire e3 · cercle noir sur case blanche h3 | Pion noir sur case noire d4 · Pion noir sur case noire h4 · croix noire sur case noire c3 · croix noire sur case noire e3 · cercle noir sur case blanche h3 | Pion noir sur case noire d4 · Pion noir sur case noire h4 · croix noire sur case noire c3 · croix noire sur case noire e3 · cercle noir sur case blanche h3 | Pion noir sur case noire d4 · Pion noir sur case noire h4 · croix noire sur case noire c3 · croix noire sur case noire e3 · cercle noir sur case blanche h3 | Pion noir sur case noire d4 · Pion noir sur case noire h4 · croix noire sur case noire c3 · croix noire sur case noire e3 · cercle noir sur case blanche h3 | Pion noir sur case noire d4 · Pion noir sur case noire h4 · croix noire sur case noire c3 · croix noire sur case noire e3 · cercle noir sur case blanche h3 | Pion noir sur case noire d4 · Pion noir sur case noire h4 · croix noire sur case noire c3 · croix noire sur case noire e3 · cercle noir sur case blanche h3 | 7 |
| 6 | Pion noir sur case noire d4 · Pion noir sur case noire h4 · croix noire sur case noire c3 · croix noire sur case noire e3 · cercle noir sur case blanche h3 | Pion noir sur case noire d4 · Pion noir sur case noire h4 · croix noire sur case noire c3 · croix noire sur case noire e3 · cercle noir sur case blanche h3 | Pion noir sur case noire d4 · Pion noir sur case noire h4 · croix noire sur case noire c3 · croix noire sur case noire e3 · cercle noir sur case blanche h3 | Pion noir sur case noire d4 · Pion noir sur case noire h4 · croix noire sur case noire c3 · croix noire sur case noire e3 · cercle noir sur case blanche h3 | Pion noir sur case noire d4 · Pion noir sur case noire h4 · croix noire sur case noire c3 · croix noire sur case noire e3 · cercle noir sur case blanche h3 | Pion noir sur case noire d4 · Pion noir sur case noire h4 · croix noire sur case noire c3 · croix noire sur case noire e3 · cercle noir sur case blanche h3 | Pion noir sur case noire d4 · Pion noir sur case noire h4 · croix noire sur case noire c3 · croix noire sur case noire e3 · cercle noir sur case blanche h3 | Pion noir sur case noire d4 · Pion noir sur case noire h4 · croix noire sur case noire c3 · croix noire sur case noire e3 · cercle noir sur case blanche h3 | 6 |
| 5 | Pion noir sur case noire d4 · Pion noir sur case noire h4 · croix noire sur case noire c3 · croix noire sur case noire e3 · cercle noir sur case blanche h3 | Pion noir sur case noire d4 · Pion noir sur case noire h4 · croix noire sur case noire c3 · croix noire sur case noire e3 · cercle noir sur case blanche h3 | Pion noir sur case noire d4 · Pion noir sur case noire h4 · croix noire sur case noire c3 · croix noire sur case noire e3 · cercle noir sur case blanche h3 | Pion noir sur case noire d4 · Pion noir sur case noire h4 · croix noire sur case noire c3 · croix noire sur case noire e3 · cercle noir sur case blanche h3 | Pion noir sur case noire d4 · Pion noir sur case noire h4 · croix noire sur case noire c3 · croix noire sur case noire e3 · cercle noir sur case blanche h3 | Pion noir sur case noire d4 · Pion noir sur case noire h4 · croix noire sur case noire c3 · croix noire sur case noire e3 · cercle noir sur case blanche h3 | Pion noir sur case noire d4 · Pion noir sur case noire h4 · croix noire sur case noire c3 · croix noire sur case noire e3 · cercle noir sur case blanche h3 | Pion noir sur case noire d4 · Pion noir sur case noire h4 · croix noire sur case noire c3 · croix noire sur case noire e3 · cercle noir sur case blanche h3 | 5 |
| 4 | Pion noir sur case noire d4 · Pion noir sur case noire h4 · croix noire sur case noire c3 · croix noire sur case noire e3 · cercle noir sur case blanche h3 | Pion noir sur case noire d4 · Pion noir sur case noire h4 · croix noire sur case noire c3 · croix noire sur case noire e3 · cercle noir sur case blanche h3 | Pion noir sur case noire d4 · Pion noir sur case noire h4 · croix noire sur case noire c3 · croix noire sur case noire e3 · cercle noir sur case blanche h3 | Pion noir sur case noire d4 · Pion noir sur case noire h4 · croix noire sur case noire c3 · croix noire sur case noire e3 · cercle noir sur case blanche h3 | Pion noir sur case noire d4 · Pion noir sur case noire h4 · croix noire sur case noire c3 · croix noire sur case noire e3 · cercle noir sur case blanche h3 | Pion noir sur case noire d4 · Pion noir sur case noire h4 · croix noire sur case noire c3 · croix noire sur case noire e3 · cercle noir sur case blanche h3 | Pion noir sur case noire d4 · Pion noir sur case noire h4 · croix noire sur case noire c3 · croix noire sur case noire e3 · cercle noir sur case blanche h3 | Pion noir sur case noire d4 · Pion noir sur case noire h4 · croix noire sur case noire c3 · croix noire sur case noire e3 · cercle noir sur case blanche h3 | 4 |
| 3 | Pion noir sur case noire d4 · Pion noir sur case noire h4 · croix noire sur case noire c3 · croix noire sur case noire e3 · cercle noir sur case blanche h3 | Pion noir sur case noire d4 · Pion noir sur case noire h4 · croix noire sur case noire c3 · croix noire sur case noire e3 · cercle noir sur case blanche h3 | Pion noir sur case noire d4 · Pion noir sur case noire h4 · croix noire sur case noire c3 · croix noire sur case noire e3 · cercle noir sur case blanche h3 | Pion noir sur case noire d4 · Pion noir sur case noire h4 · croix noire sur case noire c3 · croix noire sur case noire e3 · cercle noir sur case blanche h3 | Pion noir sur case noire d4 · Pion noir sur case noire h4 · croix noire sur case noire c3 · croix noire sur case noire e3 · cercle noir sur case blanche h3 | Pion noir sur case noire d4 · Pion noir sur case noire h4 · croix noire sur case noire c3 · croix noire sur case noire e3 · cercle noir sur case blanche h3 | Pion noir sur case noire d4 · Pion noir sur case noire h4 · croix noire sur case noire c3 · croix noire sur case noire e3 · cercle noir sur case blanche h3 | Pion noir sur case noire d4 · Pion noir sur case noire h4 · croix noire sur case noire c3 · croix noire sur case noire e3 · cercle noir sur case blanche h3 | 3 |
| 2 | Pion noir sur case noire d4 · Pion noir sur case noire h4 · croix noire sur case noire c3 · croix noire sur case noire e3 · cercle noir sur case blanche h3 | Pion noir sur case noire d4 · Pion noir sur case noire h4 · croix noire sur case noire c3 · croix noire sur case noire e3 · cercle noir sur case blanche h3 | Pion noir sur case noire d4 · Pion noir sur case noire h4 · croix noire sur case noire c3 · croix noire sur case noire e3 · cercle noir sur case blanche h3 | Pion noir sur case noire d4 · Pion noir sur case noire h4 · croix noire sur case noire c3 · croix noire sur case noire e3 · cercle noir sur case blanche h3 | Pion noir sur case noire d4 · Pion noir sur case noire h4 · croix noire sur case noire c3 · croix noire sur case noire e3 · cercle noir sur case blanche h3 | Pion noir sur case noire d4 · Pion noir sur case noire h4 · croix noire sur case noire c3 · croix noire sur case noire e3 · cercle noir sur case blanche h3 | Pion noir sur case noire d4 · Pion noir sur case noire h4 · croix noire sur case noire c3 · croix noire sur case noire e3 · cercle noir sur case blanche h3 | Pion noir sur case noire d4 · Pion noir sur case noire h4 · croix noire sur case noire c3 · croix noire sur case noire e3 · cercle noir sur case blanche h3 | 2 |
| 1 | Pion noir sur case noire d4 · Pion noir sur case noire h4 · croix noire sur case noire c3 · croix noire sur case noire e3 · cercle noir sur case blanche h3 | Pion noir sur case noire d4 · Pion noir sur case noire h4 · croix noire sur case noire c3 · croix noire sur case noire e3 · cercle noir sur case blanche h3 | Pion noir sur case noire d4 · Pion noir sur case noire h4 · croix noire sur case noire c3 · croix noire sur case noire e3 · cercle noir sur case blanche h3 | Pion noir sur case noire d4 · Pion noir sur case noire h4 · croix noire sur case noire c3 · croix noire sur case noire e3 · cercle noir sur case blanche h3 | Pion noir sur case noire d4 · Pion noir sur case noire h4 · croix noire sur case noire c3 · croix noire sur case noire e3 · cercle noir sur case blanche h3 | Pion noir sur case noire d4 · Pion noir sur case noire h4 · croix noire sur case noire c3 · croix noire sur case noire e3 · cercle noir sur case blanche h3 | Pion noir sur case noire d4 · Pion noir sur case noire h4 · croix noire sur case noire c3 · croix noire sur case noire e3 · cercle noir sur case blanche h3 | Pion noir sur case noire d4 · Pion noir sur case noire h4 · croix noire sur case noire c3 · croix noire sur case noire e3 · cercle noir sur case blanche h3 | 1 |
|   | a | b | c | d | e | f | g | h |   |

La reine (bers, бэрс), : elle combine les mouvements du chariot et du roi. 
|   | a | b | c | d | e | f | g | h |   |
| 8 | cercle noir sur case noire d8 · cercle noir sur case blanche d7 · cercle noir sur case blanche c6 · cercle noir sur case noire d6 · cercle noir sur case blanche e6 · cercle noir sur case noire a5 · cercle noir sur case blanche b5 · cercle noir sur case noire c5 · Dame noire sur case blanche d5 · cercle noir sur case noire e5 · cercle noir sur case blanche f5 · cercle noir sur case noire g5 · cercle noir sur case blanche h5 · cercle noir sur case blanche c4 · cercle noir sur case noire d4 · cercle noir sur case blanche e4 · cercle noir sur case blanche d3 · cercle noir sur case noire d2 · cercle noir sur case blanche d1 | cercle noir sur case noire d8 · cercle noir sur case blanche d7 · cercle noir sur case blanche c6 · cercle noir sur case noire d6 · cercle noir sur case blanche e6 · cercle noir sur case noire a5 · cercle noir sur case blanche b5 · cercle noir sur case noire c5 · Dame noire sur case blanche d5 · cercle noir sur case noire e5 · cercle noir sur case blanche f5 · cercle noir sur case noire g5 · cercle noir sur case blanche h5 · cercle noir sur case blanche c4 · cercle noir sur case noire d4 · cercle noir sur case blanche e4 · cercle noir sur case blanche d3 · cercle noir sur case noire d2 · cercle noir sur case blanche d1 | cercle noir sur case noire d8 · cercle noir sur case blanche d7 · cercle noir sur case blanche c6 · cercle noir sur case noire d6 · cercle noir sur case blanche e6 · cercle noir sur case noire a5 · cercle noir sur case blanche b5 · cercle noir sur case noire c5 · Dame noire sur case blanche d5 · cercle noir sur case noire e5 · cercle noir sur case blanche f5 · cercle noir sur case noire g5 · cercle noir sur case blanche h5 · cercle noir sur case blanche c4 · cercle noir sur case noire d4 · cercle noir sur case blanche e4 · cercle noir sur case blanche d3 · cercle noir sur case noire d2 · cercle noir sur case blanche d1 | cercle noir sur case noire d8 · cercle noir sur case blanche d7 · cercle noir sur case blanche c6 · cercle noir sur case noire d6 · cercle noir sur case blanche e6 · cercle noir sur case noire a5 · cercle noir sur case blanche b5 · cercle noir sur case noire c5 · Dame noire sur case blanche d5 · cercle noir sur case noire e5 · cercle noir sur case blanche f5 · cercle noir sur case noire g5 · cercle noir sur case blanche h5 · cercle noir sur case blanche c4 · cercle noir sur case noire d4 · cercle noir sur case blanche e4 · cercle noir sur case blanche d3 · cercle noir sur case noire d2 · cercle noir sur case blanche d1 | cercle noir sur case noire d8 · cercle noir sur case blanche d7 · cercle noir sur case blanche c6 · cercle noir sur case noire d6 · cercle noir sur case blanche e6 · cercle noir sur case noire a5 · cercle noir sur case blanche b5 · cercle noir sur case noire c5 · Dame noire sur case blanche d5 · cercle noir sur case noire e5 · cercle noir sur case blanche f5 · cercle noir sur case noire g5 · cercle noir sur case blanche h5 · cercle noir sur case blanche c4 · cercle noir sur case noire d4 · cercle noir sur case blanche e4 · cercle noir sur case blanche d3 · cercle noir sur case noire d2 · cercle noir sur case blanche d1 | cercle noir sur case noire d8 · cercle noir sur case blanche d7 · cercle noir sur case blanche c6 · cercle noir sur case noire d6 · cercle noir sur case blanche e6 · cercle noir sur case noire a5 · cercle noir sur case blanche b5 · cercle noir sur case noire c5 · Dame noire sur case blanche d5 · cercle noir sur case noire e5 · cercle noir sur case blanche f5 · cercle noir sur case noire g5 · cercle noir sur case blanche h5 · cercle noir sur case blanche c4 · cercle noir sur case noire d4 · cercle noir sur case blanche e4 · cercle noir sur case blanche d3 · cercle noir sur case noire d2 · cercle noir sur case blanche d1 | cercle noir sur case noire d8 · cercle noir sur case blanche d7 · cercle noir sur case blanche c6 · cercle noir sur case noire d6 · cercle noir sur case blanche e6 · cercle noir sur case noire a5 · cercle noir sur case blanche b5 · cercle noir sur case noire c5 · Dame noire sur case blanche d5 · cercle noir sur case noire e5 · cercle noir sur case blanche f5 · cercle noir sur case noire g5 · cercle noir sur case blanche h5 · cercle noir sur case blanche c4 · cercle noir sur case noire d4 · cercle noir sur case blanche e4 · cercle noir sur case blanche d3 · cercle noir sur case noire d2 · cercle noir sur case blanche d1 | cercle noir sur case noire d8 · cercle noir sur case blanche d7 · cercle noir sur case blanche c6 · cercle noir sur case noire d6 · cercle noir sur case blanche e6 · cercle noir sur case noire a5 · cercle noir sur case blanche b5 · cercle noir sur case noire c5 · Dame noire sur case blanche d5 · cercle noir sur case noire e5 · cercle noir sur case blanche f5 · cercle noir sur case noire g5 · cercle noir sur case blanche h5 · cercle noir sur case blanche c4 · cercle noir sur case noire d4 · cercle noir sur case blanche e4 · cercle noir sur case blanche d3 · cercle noir sur case noire d2 · cercle noir sur case blanche d1 | 8 |
| 7 | cercle noir sur case noire d8 · cercle noir sur case blanche d7 · cercle noir sur case blanche c6 · cercle noir sur case noire d6 · cercle noir sur case blanche e6 · cercle noir sur case noire a5 · cercle noir sur case blanche b5 · cercle noir sur case noire c5 · Dame noire sur case blanche d5 · cercle noir sur case noire e5 · cercle noir sur case blanche f5 · cercle noir sur case noire g5 · cercle noir sur case blanche h5 · cercle noir sur case blanche c4 · cercle noir sur case noire d4 · cercle noir sur case blanche e4 · cercle noir sur case blanche d3 · cercle noir sur case noire d2 · cercle noir sur case blanche d1 | cercle noir sur case noire d8 · cercle noir sur case blanche d7 · cercle noir sur case blanche c6 · cercle noir sur case noire d6 · cercle noir sur case blanche e6 · cercle noir sur case noire a5 · cercle noir sur case blanche b5 · cercle noir sur case noire c5 · Dame noire sur case blanche d5 · cercle noir sur case noire e5 · cercle noir sur case blanche f5 · cercle noir sur case noire g5 · cercle noir sur case blanche h5 · cercle noir sur case blanche c4 · cercle noir sur case noire d4 · cercle noir sur case blanche e4 · cercle noir sur case blanche d3 · cercle noir sur case noire d2 · cercle noir sur case blanche d1 | cercle noir sur case noire d8 · cercle noir sur case blanche d7 · cercle noir sur case blanche c6 · cercle noir sur case noire d6 · cercle noir sur case blanche e6 · cercle noir sur case noire a5 · cercle noir sur case blanche b5 · cercle noir sur case noire c5 · Dame noire sur case blanche d5 · cercle noir sur case noire e5 · cercle noir sur case blanche f5 · cercle noir sur case noire g5 · cercle noir sur case blanche h5 · cercle noir sur case blanche c4 · cercle noir sur case noire d4 · cercle noir sur case blanche e4 · cercle noir sur case blanche d3 · cercle noir sur case noire d2 · cercle noir sur case blanche d1 | cercle noir sur case noire d8 · cercle noir sur case blanche d7 · cercle noir sur case blanche c6 · cercle noir sur case noire d6 · cercle noir sur case blanche e6 · cercle noir sur case noire a5 · cercle noir sur case blanche b5 · cercle noir sur case noire c5 · Dame noire sur case blanche d5 · cercle noir sur case noire e5 · cercle noir sur case blanche f5 · cercle noir sur case noire g5 · cercle noir sur case blanche h5 · cercle noir sur case blanche c4 · cercle noir sur case noire d4 · cercle noir sur case blanche e4 · cercle noir sur case blanche d3 · cercle noir sur case noire d2 · cercle noir sur case blanche d1 | cercle noir sur case noire d8 · cercle noir sur case blanche d7 · cercle noir sur case blanche c6 · cercle noir sur case noire d6 · cercle noir sur case blanche e6 · cercle noir sur case noire a5 · cercle noir sur case blanche b5 · cercle noir sur case noire c5 · Dame noire sur case blanche d5 · cercle noir sur case noire e5 · cercle noir sur case blanche f5 · cercle noir sur case noire g5 · cercle noir sur case blanche h5 · cercle noir sur case blanche c4 · cercle noir sur case noire d4 · cercle noir sur case blanche e4 · cercle noir sur case blanche d3 · cercle noir sur case noire d2 · cercle noir sur case blanche d1 | cercle noir sur case noire d8 · cercle noir sur case blanche d7 · cercle noir sur case blanche c6 · cercle noir sur case noire d6 · cercle noir sur case blanche e6 · cercle noir sur case noire a5 · cercle noir sur case blanche b5 · cercle noir sur case noire c5 · Dame noire sur case blanche d5 · cercle noir sur case noire e5 · cercle noir sur case blanche f5 · cercle noir sur case noire g5 · cercle noir sur case blanche h5 · cercle noir sur case blanche c4 · cercle noir sur case noire d4 · cercle noir sur case blanche e4 · cercle noir sur case blanche d3 · cercle noir sur case noire d2 · cercle noir sur case blanche d1 | cercle noir sur case noire d8 · cercle noir sur case blanche d7 · cercle noir sur case blanche c6 · cercle noir sur case noire d6 · cercle noir sur case blanche e6 · cercle noir sur case noire a5 · cercle noir sur case blanche b5 · cercle noir sur case noire c5 · Dame noire sur case blanche d5 · cercle noir sur case noire e5 · cercle noir sur case blanche f5 · cercle noir sur case noire g5 · cercle noir sur case blanche h5 · cercle noir sur case blanche c4 · cercle noir sur case noire d4 · cercle noir sur case blanche e4 · cercle noir sur case blanche d3 · cercle noir sur case noire d2 · cercle noir sur case blanche d1 | cercle noir sur case noire d8 · cercle noir sur case blanche d7 · cercle noir sur case blanche c6 · cercle noir sur case noire d6 · cercle noir sur case blanche e6 · cercle noir sur case noire a5 · cercle noir sur case blanche b5 · cercle noir sur case noire c5 · Dame noire sur case blanche d5 · cercle noir sur case noire e5 · cercle noir sur case blanche f5 · cercle noir sur case noire g5 · cercle noir sur case blanche h5 · cercle noir sur case blanche c4 · cercle noir sur case noire d4 · cercle noir sur case blanche e4 · cercle noir sur case blanche d3 · cercle noir sur case noire d2 · cercle noir sur case blanche d1 | 7 |
| 6 | cercle noir sur case noire d8 · cercle noir sur case blanche d7 · cercle noir sur case blanche c6 · cercle noir sur case noire d6 · cercle noir sur case blanche e6 · cercle noir sur case noire a5 · cercle noir sur case blanche b5 · cercle noir sur case noire c5 · Dame noire sur case blanche d5 · cercle noir sur case noire e5 · cercle noir sur case blanche f5 · cercle noir sur case noire g5 · cercle noir sur case blanche h5 · cercle noir sur case blanche c4 · cercle noir sur case noire d4 · cercle noir sur case blanche e4 · cercle noir sur case blanche d3 · cercle noir sur case noire d2 · cercle noir sur case blanche d1 | cercle noir sur case noire d8 · cercle noir sur case blanche d7 · cercle noir sur case blanche c6 · cercle noir sur case noire d6 · cercle noir sur case blanche e6 · cercle noir sur case noire a5 · cercle noir sur case blanche b5 · cercle noir sur case noire c5 · Dame noire sur case blanche d5 · cercle noir sur case noire e5 · cercle noir sur case blanche f5 · cercle noir sur case noire g5 · cercle noir sur case blanche h5 · cercle noir sur case blanche c4 · cercle noir sur case noire d4 · cercle noir sur case blanche e4 · cercle noir sur case blanche d3 · cercle noir sur case noire d2 · cercle noir sur case blanche d1 | cercle noir sur case noire d8 · cercle noir sur case blanche d7 · cercle noir sur case blanche c6 · cercle noir sur case noire d6 · cercle noir sur case blanche e6 · cercle noir sur case noire a5 · cercle noir sur case blanche b5 · cercle noir sur case noire c5 · Dame noire sur case blanche d5 · cercle noir sur case noire e5 · cercle noir sur case blanche f5 · cercle noir sur case noire g5 · cercle noir sur case blanche h5 · cercle noir sur case blanche c4 · cercle noir sur case noire d4 · cercle noir sur case blanche e4 · cercle noir sur case blanche d3 · cercle noir sur case noire d2 · cercle noir sur case blanche d1 | cercle noir sur case noire d8 · cercle noir sur case blanche d7 · cercle noir sur case blanche c6 · cercle noir sur case noire d6 · cercle noir sur case blanche e6 · cercle noir sur case noire a5 · cercle noir sur case blanche b5 · cercle noir sur case noire c5 · Dame noire sur case blanche d5 · cercle noir sur case noire e5 · cercle noir sur case blanche f5 · cercle noir sur case noire g5 · cercle noir sur case blanche h5 · cercle noir sur case blanche c4 · cercle noir sur case noire d4 · cercle noir sur case blanche e4 · cercle noir sur case blanche d3 · cercle noir sur case noire d2 · cercle noir sur case blanche d1 | cercle noir sur case noire d8 · cercle noir sur case blanche d7 · cercle noir sur case blanche c6 · cercle noir sur case noire d6 · cercle noir sur case blanche e6 · cercle noir sur case noire a5 · cercle noir sur case blanche b5 · cercle noir sur case noire c5 · Dame noire sur case blanche d5 · cercle noir sur case noire e5 · cercle noir sur case blanche f5 · cercle noir sur case noire g5 · cercle noir sur case blanche h5 · cercle noir sur case blanche c4 · cercle noir sur case noire d4 · cercle noir sur case blanche e4 · cercle noir sur case blanche d3 · cercle noir sur case noire d2 · cercle noir sur case blanche d1 | cercle noir sur case noire d8 · cercle noir sur case blanche d7 · cercle noir sur case blanche c6 · cercle noir sur case noire d6 · cercle noir sur case blanche e6 · cercle noir sur case noire a5 · cercle noir sur case blanche b5 · cercle noir sur case noire c5 · Dame noire sur case blanche d5 · cercle noir sur case noire e5 · cercle noir sur case blanche f5 · cercle noir sur case noire g5 · cercle noir sur case blanche h5 · cercle noir sur case blanche c4 · cercle noir sur case noire d4 · cercle noir sur case blanche e4 · cercle noir sur case blanche d3 · cercle noir sur case noire d2 · cercle noir sur case blanche d1 | cercle noir sur case noire d8 · cercle noir sur case blanche d7 · cercle noir sur case blanche c6 · cercle noir sur case noire d6 · cercle noir sur case blanche e6 · cercle noir sur case noire a5 · cercle noir sur case blanche b5 · cercle noir sur case noire c5 · Dame noire sur case blanche d5 · cercle noir sur case noire e5 · cercle noir sur case blanche f5 · cercle noir sur case noire g5 · cercle noir sur case blanche h5 · cercle noir sur case blanche c4 · cercle noir sur case noire d4 · cercle noir sur case blanche e4 · cercle noir sur case blanche d3 · cercle noir sur case noire d2 · cercle noir sur case blanche d1 | cercle noir sur case noire d8 · cercle noir sur case blanche d7 · cercle noir sur case blanche c6 · cercle noir sur case noire d6 · cercle noir sur case blanche e6 · cercle noir sur case noire a5 · cercle noir sur case blanche b5 · cercle noir sur case noire c5 · Dame noire sur case blanche d5 · cercle noir sur case noire e5 · cercle noir sur case blanche f5 · cercle noir sur case noire g5 · cercle noir sur case blanche h5 · cercle noir sur case blanche c4 · cercle noir sur case noire d4 · cercle noir sur case blanche e4 · cercle noir sur case blanche d3 · cercle noir sur case noire d2 · cercle noir sur case blanche d1 | 6 |
| 5 | cercle noir sur case noire d8 · cercle noir sur case blanche d7 · cercle noir sur case blanche c6 · cercle noir sur case noire d6 · cercle noir sur case blanche e6 · cercle noir sur case noire a5 · cercle noir sur case blanche b5 · cercle noir sur case noire c5 · Dame noire sur case blanche d5 · cercle noir sur case noire e5 · cercle noir sur case blanche f5 · cercle noir sur case noire g5 · cercle noir sur case blanche h5 · cercle noir sur case blanche c4 · cercle noir sur case noire d4 · cercle noir sur case blanche e4 · cercle noir sur case blanche d3 · cercle noir sur case noire d2 · cercle noir sur case blanche d1 | cercle noir sur case noire d8 · cercle noir sur case blanche d7 · cercle noir sur case blanche c6 · cercle noir sur case noire d6 · cercle noir sur case blanche e6 · cercle noir sur case noire a5 · cercle noir sur case blanche b5 · cercle noir sur case noire c5 · Dame noire sur case blanche d5 · cercle noir sur case noire e5 · cercle noir sur case blanche f5 · cercle noir sur case noire g5 · cercle noir sur case blanche h5 · cercle noir sur case blanche c4 · cercle noir sur case noire d4 · cercle noir sur case blanche e4 · cercle noir sur case blanche d3 · cercle noir sur case noire d2 · cercle noir sur case blanche d1 | cercle noir sur case noire d8 · cercle noir sur case blanche d7 · cercle noir sur case blanche c6 · cercle noir sur case noire d6 · cercle noir sur case blanche e6 · cercle noir sur case noire a5 · cercle noir sur case blanche b5 · cercle noir sur case noire c5 · Dame noire sur case blanche d5 · cercle noir sur case noire e5 · cercle noir sur case blanche f5 · cercle noir sur case noire g5 · cercle noir sur case blanche h5 · cercle noir sur case blanche c4 · cercle noir sur case noire d4 · cercle noir sur case blanche e4 · cercle noir sur case blanche d3 · cercle noir sur case noire d2 · cercle noir sur case blanche d1 | cercle noir sur case noire d8 · cercle noir sur case blanche d7 · cercle noir sur case blanche c6 · cercle noir sur case noire d6 · cercle noir sur case blanche e6 · cercle noir sur case noire a5 · cercle noir sur case blanche b5 · cercle noir sur case noire c5 · Dame noire sur case blanche d5 · cercle noir sur case noire e5 · cercle noir sur case blanche f5 · cercle noir sur case noire g5 · cercle noir sur case blanche h5 · cercle noir sur case blanche c4 · cercle noir sur case noire d4 · cercle noir sur case blanche e4 · cercle noir sur case blanche d3 · cercle noir sur case noire d2 · cercle noir sur case blanche d1 | cercle noir sur case noire d8 · cercle noir sur case blanche d7 · cercle noir sur case blanche c6 · cercle noir sur case noire d6 · cercle noir sur case blanche e6 · cercle noir sur case noire a5 · cercle noir sur case blanche b5 · cercle noir sur case noire c5 · Dame noire sur case blanche d5 · cercle noir sur case noire e5 · cercle noir sur case blanche f5 · cercle noir sur case noire g5 · cercle noir sur case blanche h5 · cercle noir sur case blanche c4 · cercle noir sur case noire d4 · cercle noir sur case blanche e4 · cercle noir sur case blanche d3 · cercle noir sur case noire d2 · cercle noir sur case blanche d1 | cercle noir sur case noire d8 · cercle noir sur case blanche d7 · cercle noir sur case blanche c6 · cercle noir sur case noire d6 · cercle noir sur case blanche e6 · cercle noir sur case noire a5 · cercle noir sur case blanche b5 · cercle noir sur case noire c5 · Dame noire sur case blanche d5 · cercle noir sur case noire e5 · cercle noir sur case blanche f5 · cercle noir sur case noire g5 · cercle noir sur case blanche h5 · cercle noir sur case blanche c4 · cercle noir sur case noire d4 · cercle noir sur case blanche e4 · cercle noir sur case blanche d3 · cercle noir sur case noire d2 · cercle noir sur case blanche d1 | cercle noir sur case noire d8 · cercle noir sur case blanche d7 · cercle noir sur case blanche c6 · cercle noir sur case noire d6 · cercle noir sur case blanche e6 · cercle noir sur case noire a5 · cercle noir sur case blanche b5 · cercle noir sur case noire c5 · Dame noire sur case blanche d5 · cercle noir sur case noire e5 · cercle noir sur case blanche f5 · cercle noir sur case noire g5 · cercle noir sur case blanche h5 · cercle noir sur case blanche c4 · cercle noir sur case noire d4 · cercle noir sur case blanche e4 · cercle noir sur case blanche d3 · cercle noir sur case noire d2 · cercle noir sur case blanche d1 | cercle noir sur case noire d8 · cercle noir sur case blanche d7 · cercle noir sur case blanche c6 · cercle noir sur case noire d6 · cercle noir sur case blanche e6 · cercle noir sur case noire a5 · cercle noir sur case blanche b5 · cercle noir sur case noire c5 · Dame noire sur case blanche d5 · cercle noir sur case noire e5 · cercle noir sur case blanche f5 · cercle noir sur case noire g5 · cercle noir sur case blanche h5 · cercle noir sur case blanche c4 · cercle noir sur case noire d4 · cercle noir sur case blanche e4 · cercle noir sur case blanche d3 · cercle noir sur case noire d2 · cercle noir sur case blanche d1 | 5 |
| 4 | cercle noir sur case noire d8 · cercle noir sur case blanche d7 · cercle noir sur case blanche c6 · cercle noir sur case noire d6 · cercle noir sur case blanche e6 · cercle noir sur case noire a5 · cercle noir sur case blanche b5 · cercle noir sur case noire c5 · Dame noire sur case blanche d5 · cercle noir sur case noire e5 · cercle noir sur case blanche f5 · cercle noir sur case noire g5 · cercle noir sur case blanche h5 · cercle noir sur case blanche c4 · cercle noir sur case noire d4 · cercle noir sur case blanche e4 · cercle noir sur case blanche d3 · cercle noir sur case noire d2 · cercle noir sur case blanche d1 | cercle noir sur case noire d8 · cercle noir sur case blanche d7 · cercle noir sur case blanche c6 · cercle noir sur case noire d6 · cercle noir sur case blanche e6 · cercle noir sur case noire a5 · cercle noir sur case blanche b5 · cercle noir sur case noire c5 · Dame noire sur case blanche d5 · cercle noir sur case noire e5 · cercle noir sur case blanche f5 · cercle noir sur case noire g5 · cercle noir sur case blanche h5 · cercle noir sur case blanche c4 · cercle noir sur case noire d4 · cercle noir sur case blanche e4 · cercle noir sur case blanche d3 · cercle noir sur case noire d2 · cercle noir sur case blanche d1 | cercle noir sur case noire d8 · cercle noir sur case blanche d7 · cercle noir sur case blanche c6 · cercle noir sur case noire d6 · cercle noir sur case blanche e6 · cercle noir sur case noire a5 · cercle noir sur case blanche b5 · cercle noir sur case noire c5 · Dame noire sur case blanche d5 · cercle noir sur case noire e5 · cercle noir sur case blanche f5 · cercle noir sur case noire g5 · cercle noir sur case blanche h5 · cercle noir sur case blanche c4 · cercle noir sur case noire d4 · cercle noir sur case blanche e4 · cercle noir sur case blanche d3 · cercle noir sur case noire d2 · cercle noir sur case blanche d1 | cercle noir sur case noire d8 · cercle noir sur case blanche d7 · cercle noir sur case blanche c6 · cercle noir sur case noire d6 · cercle noir sur case blanche e6 · cercle noir sur case noire a5 · cercle noir sur case blanche b5 · cercle noir sur case noire c5 · Dame noire sur case blanche d5 · cercle noir sur case noire e5 · cercle noir sur case blanche f5 · cercle noir sur case noire g5 · cercle noir sur case blanche h5 · cercle noir sur case blanche c4 · cercle noir sur case noire d4 · cercle noir sur case blanche e4 · cercle noir sur case blanche d3 · cercle noir sur case noire d2 · cercle noir sur case blanche d1 | cercle noir sur case noire d8 · cercle noir sur case blanche d7 · cercle noir sur case blanche c6 · cercle noir sur case noire d6 · cercle noir sur case blanche e6 · cercle noir sur case noire a5 · cercle noir sur case blanche b5 · cercle noir sur case noire c5 · Dame noire sur case blanche d5 · cercle noir sur case noire e5 · cercle noir sur case blanche f5 · cercle noir sur case noire g5 · cercle noir sur case blanche h5 · cercle noir sur case blanche c4 · cercle noir sur case noire d4 · cercle noir sur case blanche e4 · cercle noir sur case blanche d3 · cercle noir sur case noire d2 · cercle noir sur case blanche d1 | cercle noir sur case noire d8 · cercle noir sur case blanche d7 · cercle noir sur case blanche c6 · cercle noir sur case noire d6 · cercle noir sur case blanche e6 · cercle noir sur case noire a5 · cercle noir sur case blanche b5 · cercle noir sur case noire c5 · Dame noire sur case blanche d5 · cercle noir sur case noire e5 · cercle noir sur case blanche f5 · cercle noir sur case noire g5 · cercle noir sur case blanche h5 · cercle noir sur case blanche c4 · cercle noir sur case noire d4 · cercle noir sur case blanche e4 · cercle noir sur case blanche d3 · cercle noir sur case noire d2 · cercle noir sur case blanche d1 | cercle noir sur case noire d8 · cercle noir sur case blanche d7 · cercle noir sur case blanche c6 · cercle noir sur case noire d6 · cercle noir sur case blanche e6 · cercle noir sur case noire a5 · cercle noir sur case blanche b5 · cercle noir sur case noire c5 · Dame noire sur case blanche d5 · cercle noir sur case noire e5 · cercle noir sur case blanche f5 · cercle noir sur case noire g5 · cercle noir sur case blanche h5 · cercle noir sur case blanche c4 · cercle noir sur case noire d4 · cercle noir sur case blanche e4 · cercle noir sur case blanche d3 · cercle noir sur case noire d2 · cercle noir sur case blanche d1 | cercle noir sur case noire d8 · cercle noir sur case blanche d7 · cercle noir sur case blanche c6 · cercle noir sur case noire d6 · cercle noir sur case blanche e6 · cercle noir sur case noire a5 · cercle noir sur case blanche b5 · cercle noir sur case noire c5 · Dame noire sur case blanche d5 · cercle noir sur case noire e5 · cercle noir sur case blanche f5 · cercle noir sur case noire g5 · cercle noir sur case blanche h5 · cercle noir sur case blanche c4 · cercle noir sur case noire d4 · cercle noir sur case blanche e4 · cercle noir sur case blanche d3 · cercle noir sur case noire d2 · cercle noir sur case blanche d1 | 4 |
| 3 | cercle noir sur case noire d8 · cercle noir sur case blanche d7 · cercle noir sur case blanche c6 · cercle noir sur case noire d6 · cercle noir sur case blanche e6 · cercle noir sur case noire a5 · cercle noir sur case blanche b5 · cercle noir sur case noire c5 · Dame noire sur case blanche d5 · cercle noir sur case noire e5 · cercle noir sur case blanche f5 · cercle noir sur case noire g5 · cercle noir sur case blanche h5 · cercle noir sur case blanche c4 · cercle noir sur case noire d4 · cercle noir sur case blanche e4 · cercle noir sur case blanche d3 · cercle noir sur case noire d2 · cercle noir sur case blanche d1 | cercle noir sur case noire d8 · cercle noir sur case blanche d7 · cercle noir sur case blanche c6 · cercle noir sur case noire d6 · cercle noir sur case blanche e6 · cercle noir sur case noire a5 · cercle noir sur case blanche b5 · cercle noir sur case noire c5 · Dame noire sur case blanche d5 · cercle noir sur case noire e5 · cercle noir sur case blanche f5 · cercle noir sur case noire g5 · cercle noir sur case blanche h5 · cercle noir sur case blanche c4 · cercle noir sur case noire d4 · cercle noir sur case blanche e4 · cercle noir sur case blanche d3 · cercle noir sur case noire d2 · cercle noir sur case blanche d1 | cercle noir sur case noire d8 · cercle noir sur case blanche d7 · cercle noir sur case blanche c6 · cercle noir sur case noire d6 · cercle noir sur case blanche e6 · cercle noir sur case noire a5 · cercle noir sur case blanche b5 · cercle noir sur case noire c5 · Dame noire sur case blanche d5 · cercle noir sur case noire e5 · cercle noir sur case blanche f5 · cercle noir sur case noire g5 · cercle noir sur case blanche h5 · cercle noir sur case blanche c4 · cercle noir sur case noire d4 · cercle noir sur case blanche e4 · cercle noir sur case blanche d3 · cercle noir sur case noire d2 · cercle noir sur case blanche d1 | cercle noir sur case noire d8 · cercle noir sur case blanche d7 · cercle noir sur case blanche c6 · cercle noir sur case noire d6 · cercle noir sur case blanche e6 · cercle noir sur case noire a5 · cercle noir sur case blanche b5 · cercle noir sur case noire c5 · Dame noire sur case blanche d5 · cercle noir sur case noire e5 · cercle noir sur case blanche f5 · cercle noir sur case noire g5 · cercle noir sur case blanche h5 · cercle noir sur case blanche c4 · cercle noir sur case noire d4 · cercle noir sur case blanche e4 · cercle noir sur case blanche d3 · cercle noir sur case noire d2 · cercle noir sur case blanche d1 | cercle noir sur case noire d8 · cercle noir sur case blanche d7 · cercle noir sur case blanche c6 · cercle noir sur case noire d6 · cercle noir sur case blanche e6 · cercle noir sur case noire a5 · cercle noir sur case blanche b5 · cercle noir sur case noire c5 · Dame noire sur case blanche d5 · cercle noir sur case noire e5 · cercle noir sur case blanche f5 · cercle noir sur case noire g5 · cercle noir sur case blanche h5 · cercle noir sur case blanche c4 · cercle noir sur case noire d4 · cercle noir sur case blanche e4 · cercle noir sur case blanche d3 · cercle noir sur case noire d2 · cercle noir sur case blanche d1 | cercle noir sur case noire d8 · cercle noir sur case blanche d7 · cercle noir sur case blanche c6 · cercle noir sur case noire d6 · cercle noir sur case blanche e6 · cercle noir sur case noire a5 · cercle noir sur case blanche b5 · cercle noir sur case noire c5 · Dame noire sur case blanche d5 · cercle noir sur case noire e5 · cercle noir sur case blanche f5 · cercle noir sur case noire g5 · cercle noir sur case blanche h5 · cercle noir sur case blanche c4 · cercle noir sur case noire d4 · cercle noir sur case blanche e4 · cercle noir sur case blanche d3 · cercle noir sur case noire d2 · cercle noir sur case blanche d1 | cercle noir sur case noire d8 · cercle noir sur case blanche d7 · cercle noir sur case blanche c6 · cercle noir sur case noire d6 · cercle noir sur case blanche e6 · cercle noir sur case noire a5 · cercle noir sur case blanche b5 · cercle noir sur case noire c5 · Dame noire sur case blanche d5 · cercle noir sur case noire e5 · cercle noir sur case blanche f5 · cercle noir sur case noire g5 · cercle noir sur case blanche h5 · cercle noir sur case blanche c4 · cercle noir sur case noire d4 · cercle noir sur case blanche e4 · cercle noir sur case blanche d3 · cercle noir sur case noire d2 · cercle noir sur case blanche d1 | cercle noir sur case noire d8 · cercle noir sur case blanche d7 · cercle noir sur case blanche c6 · cercle noir sur case noire d6 · cercle noir sur case blanche e6 · cercle noir sur case noire a5 · cercle noir sur case blanche b5 · cercle noir sur case noire c5 · Dame noire sur case blanche d5 · cercle noir sur case noire e5 · cercle noir sur case blanche f5 · cercle noir sur case noire g5 · cercle noir sur case blanche h5 · cercle noir sur case blanche c4 · cercle noir sur case noire d4 · cercle noir sur case blanche e4 · cercle noir sur case blanche d3 · cercle noir sur case noire d2 · cercle noir sur case blanche d1 | 3 |
| 2 | cercle noir sur case noire d8 · cercle noir sur case blanche d7 · cercle noir sur case blanche c6 · cercle noir sur case noire d6 · cercle noir sur case blanche e6 · cercle noir sur case noire a5 · cercle noir sur case blanche b5 · cercle noir sur case noire c5 · Dame noire sur case blanche d5 · cercle noir sur case noire e5 · cercle noir sur case blanche f5 · cercle noir sur case noire g5 · cercle noir sur case blanche h5 · cercle noir sur case blanche c4 · cercle noir sur case noire d4 · cercle noir sur case blanche e4 · cercle noir sur case blanche d3 · cercle noir sur case noire d2 · cercle noir sur case blanche d1 | cercle noir sur case noire d8 · cercle noir sur case blanche d7 · cercle noir sur case blanche c6 · cercle noir sur case noire d6 · cercle noir sur case blanche e6 · cercle noir sur case noire a5 · cercle noir sur case blanche b5 · cercle noir sur case noire c5 · Dame noire sur case blanche d5 · cercle noir sur case noire e5 · cercle noir sur case blanche f5 · cercle noir sur case noire g5 · cercle noir sur case blanche h5 · cercle noir sur case blanche c4 · cercle noir sur case noire d4 · cercle noir sur case blanche e4 · cercle noir sur case blanche d3 · cercle noir sur case noire d2 · cercle noir sur case blanche d1 | cercle noir sur case noire d8 · cercle noir sur case blanche d7 · cercle noir sur case blanche c6 · cercle noir sur case noire d6 · cercle noir sur case blanche e6 · cercle noir sur case noire a5 · cercle noir sur case blanche b5 · cercle noir sur case noire c5 · Dame noire sur case blanche d5 · cercle noir sur case noire e5 · cercle noir sur case blanche f5 · cercle noir sur case noire g5 · cercle noir sur case blanche h5 · cercle noir sur case blanche c4 · cercle noir sur case noire d4 · cercle noir sur case blanche e4 · cercle noir sur case blanche d3 · cercle noir sur case noire d2 · cercle noir sur case blanche d1 | cercle noir sur case noire d8 · cercle noir sur case blanche d7 · cercle noir sur case blanche c6 · cercle noir sur case noire d6 · cercle noir sur case blanche e6 · cercle noir sur case noire a5 · cercle noir sur case blanche b5 · cercle noir sur case noire c5 · Dame noire sur case blanche d5 · cercle noir sur case noire e5 · cercle noir sur case blanche f5 · cercle noir sur case noire g5 · cercle noir sur case blanche h5 · cercle noir sur case blanche c4 · cercle noir sur case noire d4 · cercle noir sur case blanche e4 · cercle noir sur case blanche d3 · cercle noir sur case noire d2 · cercle noir sur case blanche d1 | cercle noir sur case noire d8 · cercle noir sur case blanche d7 · cercle noir sur case blanche c6 · cercle noir sur case noire d6 · cercle noir sur case blanche e6 · cercle noir sur case noire a5 · cercle noir sur case blanche b5 · cercle noir sur case noire c5 · Dame noire sur case blanche d5 · cercle noir sur case noire e5 · cercle noir sur case blanche f5 · cercle noir sur case noire g5 · cercle noir sur case blanche h5 · cercle noir sur case blanche c4 · cercle noir sur case noire d4 · cercle noir sur case blanche e4 · cercle noir sur case blanche d3 · cercle noir sur case noire d2 · cercle noir sur case blanche d1 | cercle noir sur case noire d8 · cercle noir sur case blanche d7 · cercle noir sur case blanche c6 · cercle noir sur case noire d6 · cercle noir sur case blanche e6 · cercle noir sur case noire a5 · cercle noir sur case blanche b5 · cercle noir sur case noire c5 · Dame noire sur case blanche d5 · cercle noir sur case noire e5 · cercle noir sur case blanche f5 · cercle noir sur case noire g5 · cercle noir sur case blanche h5 · cercle noir sur case blanche c4 · cercle noir sur case noire d4 · cercle noir sur case blanche e4 · cercle noir sur case blanche d3 · cercle noir sur case noire d2 · cercle noir sur case blanche d1 | cercle noir sur case noire d8 · cercle noir sur case blanche d7 · cercle noir sur case blanche c6 · cercle noir sur case noire d6 · cercle noir sur case blanche e6 · cercle noir sur case noire a5 · cercle noir sur case blanche b5 · cercle noir sur case noire c5 · Dame noire sur case blanche d5 · cercle noir sur case noire e5 · cercle noir sur case blanche f5 · cercle noir sur case noire g5 · cercle noir sur case blanche h5 · cercle noir sur case blanche c4 · cercle noir sur case noire d4 · cercle noir sur case blanche e4 · cercle noir sur case blanche d3 · cercle noir sur case noire d2 · cercle noir sur case blanche d1 | cercle noir sur case noire d8 · cercle noir sur case blanche d7 · cercle noir sur case blanche c6 · cercle noir sur case noire d6 · cercle noir sur case blanche e6 · cercle noir sur case noire a5 · cercle noir sur case blanche b5 · cercle noir sur case noire c5 · Dame noire sur case blanche d5 · cercle noir sur case noire e5 · cercle noir sur case blanche f5 · cercle noir sur case noire g5 · cercle noir sur case blanche h5 · cercle noir sur case blanche c4 · cercle noir sur case noire d4 · cercle noir sur case blanche e4 · cercle noir sur case blanche d3 · cercle noir sur case noire d2 · cercle noir sur case blanche d1 | 2 |
| 1 | cercle noir sur case noire d8 · cercle noir sur case blanche d7 · cercle noir sur case blanche c6 · cercle noir sur case noire d6 · cercle noir sur case blanche e6 · cercle noir sur case noire a5 · cercle noir sur case blanche b5 · cercle noir sur case noire c5 · Dame noire sur case blanche d5 · cercle noir sur case noire e5 · cercle noir sur case blanche f5 · cercle noir sur case noire g5 · cercle noir sur case blanche h5 · cercle noir sur case blanche c4 · cercle noir sur case noire d4 · cercle noir sur case blanche e4 · cercle noir sur case blanche d3 · cercle noir sur case noire d2 · cercle noir sur case blanche d1 | cercle noir sur case noire d8 · cercle noir sur case blanche d7 · cercle noir sur case blanche c6 · cercle noir sur case noire d6 · cercle noir sur case blanche e6 · cercle noir sur case noire a5 · cercle noir sur case blanche b5 · cercle noir sur case noire c5 · Dame noire sur case blanche d5 · cercle noir sur case noire e5 · cercle noir sur case blanche f5 · cercle noir sur case noire g5 · cercle noir sur case blanche h5 · cercle noir sur case blanche c4 · cercle noir sur case noire d4 · cercle noir sur case blanche e4 · cercle noir sur case blanche d3 · cercle noir sur case noire d2 · cercle noir sur case blanche d1 | cercle noir sur case noire d8 · cercle noir sur case blanche d7 · cercle noir sur case blanche c6 · cercle noir sur case noire d6 · cercle noir sur case blanche e6 · cercle noir sur case noire a5 · cercle noir sur case blanche b5 · cercle noir sur case noire c5 · Dame noire sur case blanche d5 · cercle noir sur case noire e5 · cercle noir sur case blanche f5 · cercle noir sur case noire g5 · cercle noir sur case blanche h5 · cercle noir sur case blanche c4 · cercle noir sur case noire d4 · cercle noir sur case blanche e4 · cercle noir sur case blanche d3 · cercle noir sur case noire d2 · cercle noir sur case blanche d1 | cercle noir sur case noire d8 · cercle noir sur case blanche d7 · cercle noir sur case blanche c6 · cercle noir sur case noire d6 · cercle noir sur case blanche e6 · cercle noir sur case noire a5 · cercle noir sur case blanche b5 · cercle noir sur case noire c5 · Dame noire sur case blanche d5 · cercle noir sur case noire e5 · cercle noir sur case blanche f5 · cercle noir sur case noire g5 · cercle noir sur case blanche h5 · cercle noir sur case blanche c4 · cercle noir sur case noire d4 · cercle noir sur case blanche e4 · cercle noir sur case blanche d3 · cercle noir sur case noire d2 · cercle noir sur case blanche d1 | cercle noir sur case noire d8 · cercle noir sur case blanche d7 · cercle noir sur case blanche c6 · cercle noir sur case noire d6 · cercle noir sur case blanche e6 · cercle noir sur case noire a5 · cercle noir sur case blanche b5 · cercle noir sur case noire c5 · Dame noire sur case blanche d5 · cercle noir sur case noire e5 · cercle noir sur case blanche f5 · cercle noir sur case noire g5 · cercle noir sur case blanche h5 · cercle noir sur case blanche c4 · cercle noir sur case noire d4 · cercle noir sur case blanche e4 · cercle noir sur case blanche d3 · cercle noir sur case noire d2 · cercle noir sur case blanche d1 | cercle noir sur case noire d8 · cercle noir sur case blanche d7 · cercle noir sur case blanche c6 · cercle noir sur case noire d6 · cercle noir sur case blanche e6 · cercle noir sur case noire a5 · cercle noir sur case blanche b5 · cercle noir sur case noire c5 · Dame noire sur case blanche d5 · cercle noir sur case noire e5 · cercle noir sur case blanche f5 · cercle noir sur case noire g5 · cercle noir sur case blanche h5 · cercle noir sur case blanche c4 · cercle noir sur case noire d4 · cercle noir sur case blanche e4 · cercle noir sur case blanche d3 · cercle noir sur case noire d2 · cercle noir sur case blanche d1 | cercle noir sur case noire d8 · cercle noir sur case blanche d7 · cercle noir sur case blanche c6 · cercle noir sur case noire d6 · cercle noir sur case blanche e6 · cercle noir sur case noire a5 · cercle noir sur case blanche b5 · cercle noir sur case noire c5 · Dame noire sur case blanche d5 · cercle noir sur case noire e5 · cercle noir sur case blanche f5 · cercle noir sur case noire g5 · cercle noir sur case blanche h5 · cercle noir sur case blanche c4 · cercle noir sur case noire d4 · cercle noir sur case blanche e4 · cercle noir sur case blanche d3 · cercle noir sur case noire d2 · cercle noir sur case blanche d1 | cercle noir sur case noire d8 · cercle noir sur case blanche d7 · cercle noir sur case blanche c6 · cercle noir sur case noire d6 · cercle noir sur case blanche e6 · cercle noir sur case noire a5 · cercle noir sur case blanche b5 · cercle noir sur case noire c5 · Dame noire sur case blanche d5 · cercle noir sur case noire e5 · cercle noir sur case blanche f5 · cercle noir sur case noire g5 · cercle noir sur case blanche h5 · cercle noir sur case blanche c4 · cercle noir sur case noire d4 · cercle noir sur case blanche e4 · cercle noir sur case blanche d3 · cercle noir sur case noire d2 · cercle noir sur case blanche d1 | 1 |
|   | a | b | c | d | e | f | g | h |   |

La disposition des pièces est la même que pour les échecs occidentaux. Les premiers coups peuvent être 1. d2-d4 d7-d5.

## Gain de la partie
La partie se remporte en mettant le roi dans une position où il est menacé d'être capturé au prochain tour de l'adversaire sans aucune possibilité de l'éviter (échec et mat). On appelle shak quand le roi est mis en échec par la reine, le chariot ou le cheval. On appelle tuk quand il est mis en échec par le chameau. On appelle tsod quand il est mis en échec par un pion. Pour remporter la partie, il faut utiliser un shak, soit pour mettre le roi mat, ou dans la série d'échecs menant au mat. Par exemple, il y aura victoire si le roi est mis en échec d'abord par un cheval, puis par un pion et finalement mat par un chameau. Par contre, la partie sera nulle s'il est mis en échec d'abord par un chameau puis mat par un pion. Le dernier mouvement pour mettre échec et mat ne peut être fait par un cheval par contre, c'est alors une nulle. Mettre le roi pat est également gage de victoire, puisqu'il est inimaginable pour un peuple nomade de perdre sa liberté de mouvement. 

### Partie nulle
Il y aura partie nulle lors de ces occasions :
1. le roi est mis échec et mat par un cheval ;
2. il n'y a pas de shak dans la série d'échecs menant au mat ;
3. si un joueur n'a plus que son roi et aucune autre pièce ;
4. sur commun accord des deux joueurs si aucune victoire ne semble possible.